# 창원시의 시내버스
창원시의 시내버스는 대한민국 경상남도 창원시의 핵심적인 대중 교통으로, 1922년 마산부에서 버스 운행을 시작한 것을 시초로 하고 있다.
현재 창원 관내의 운수업체 아홉 곳이 주축이 된 창원시내버스협의회와 협의회에 소속되지 않은 동아여객, 신흥여객, 창원마을버스가 운행하고 있다. 특히, 창원시내버스의 경우 창원시가 2010년에 옛 마산시, 진해시와 함께 통합하기 훨씬 전인 1977년부터 3개 도시가 마창진 지역 공동운수 협정을 체결하여 공동으로 시내버스를 운영하였다. 이렇게 1시간 생활권에 있는 세 개 시가 단순한 시계를 넘나드는 것이 아닌, 아예 체계를 공동으로 구축하여 시내버스 운행을 하는 사례는 대한민국에서는 당시에는 물론 통합 시점에 이르러서도 흔치 않았으며, 이러한 사례는 운임을 단일화하거나 무료환승제 등의 혜택을 제공하여 이용객의 이용 편의를 증가시킬 수 있는 장점도 있었으나, 저상버스 도입, 시내버스 준공영제 등의 주요 정책 추진에 있어서는 서로간의 입장차, 의견차로 양 시가 대립하여 추진에 걸림돌이 발생하는 문제점도 있었다. 그러나 통합시 출범 이후로는 자치단체가 하나로 묶이게 되면서, 이러한 단점을 많이 해소 할 수 있게 되었다.
이 외에도 대한민국 최초로 창원시가 2006년 저상버스 전용 노선을 신설하고, 전국 기초자치단체 가운데 최초로 옛 마산시가 2007년 시내버스 준공영제를 도입하는 등 지자체 차원의 시내버스를 비롯한 대중교통 관련정책의 추진에 있어서는 타 지자체에 비하여 매우 적극적으로, 특히 창원시는 이러한 실적을 바탕으로 국토해양부{현.국토교통부}에서 2년마다 실시하는 '전국 대중교통시책평가'에서 2008년과 2010년, 2011년 3회 연속으로 '최우수 기관'으로 선정되는 영예를 안기도 하였다.

## 현황
이 지역의 버스 노선 및 번호 체계는 2005년 6월 22일의 대규모 노선번호 개편 내용을 골자로 하고 있으며, 운임 체계는 2015년 8월 1일부터 적용되어 현재에 이르고 있다. 그리고 2016년 12월에 버스 캐시비 단말기로 교체되었다.

### 차량
현재 운행중인 차량은 대부분이 대우버스 생산의 BS106 Royal City, 현대자동차 생산의 슈퍼 에어로시티 이후 버전의 차량이며, 이외에 한국화이바 생산의 프리머스 차량 및 고급좌석 모델인 현대 유니버스와 자일대우 FX 차량도 존재한다. 2012년에는 2011년부터 도입된 통합 창원시 신도색을 하고 있는 차량이 대다수이다. 2015년식의 일부 마을버스는 옛 창원시의 구도색을 적용하고 있다.
2000년대형 표준도색을 채용한 차량은 모두 천연가스버스 차량으로, 2001년 12월 21일부터 운행하기 시작하였다. 21이라는 글자가 새겨진 경상남도 1990년대형 표준 도색 차량도 이따금씩 볼 수 있으나, 대부분이 1998년 ~ 2000년 사이에 도입된 차량으로 차량 평균 수명이 10년인 점을 감안하면 2015년 기준으로는 모두 사라진 도색이다. 게다가 이 차량을 대상으로 창원시에서는 녹색바탕의 창원시의 슬로건(Young City Changwon)이 새겨진 창원시의 자체도색으로 재도색을 적용하기 시작했고, 또한 마산시에서도 폐차되는 차량을 제외한 37대의 차량을 2001년 이후 도입한 차량과 동일한 도색으로 교체하는 작업을 시행하고 있다. 도색은 전체적으로 2000년대의 경상남도 표준 도색을 따르고 있지만, 경상남도 마크 대신 마산시의 슬로건(Dream Bay Masan)을 삽입하였다. 그러나 2010년 7월 통합 창원시가 출범함에 따라 기존의 마산시가 소멸하면서, 이후로는 옛 마산시의 슬로건 부분을 공백으로 비우거나 이미 마산시의 슬로건을 도색으로 부착한 차량은 이를 제거하기 시작하였다. 2011년 12월부터 버스 디자인이 변경되어 급행좌석은 주황색, 간선버스는 파란색, 지선마을버스는 연두색으로 새로운 도색을 한다. 한편, 1998년 이전 도입분 차량의 도색은 상아색 바탕에 하늘색줄(일반) 또는 위쪽 상아색 바탕에 빨간줄 및 아래쪽 초록색 바탕(좌석)을 새긴 것으로, 현재 이런 도색을 한 차량은 전 차량이 폐차되어 존재하지 않는다.
2018년에는 창원시 최초이자 경상남도 최초로 전기버스 차량을 도입하였다. 창원시는 앞으로 2018년 중에 전기버스 차량을 5대 더 도입할 계획이라고 밝혔다.
2023년 4월 창원버스에서 신도색을 처음으로 도입했다.

1990년대식 경상남도 표준 도색(21) 차량
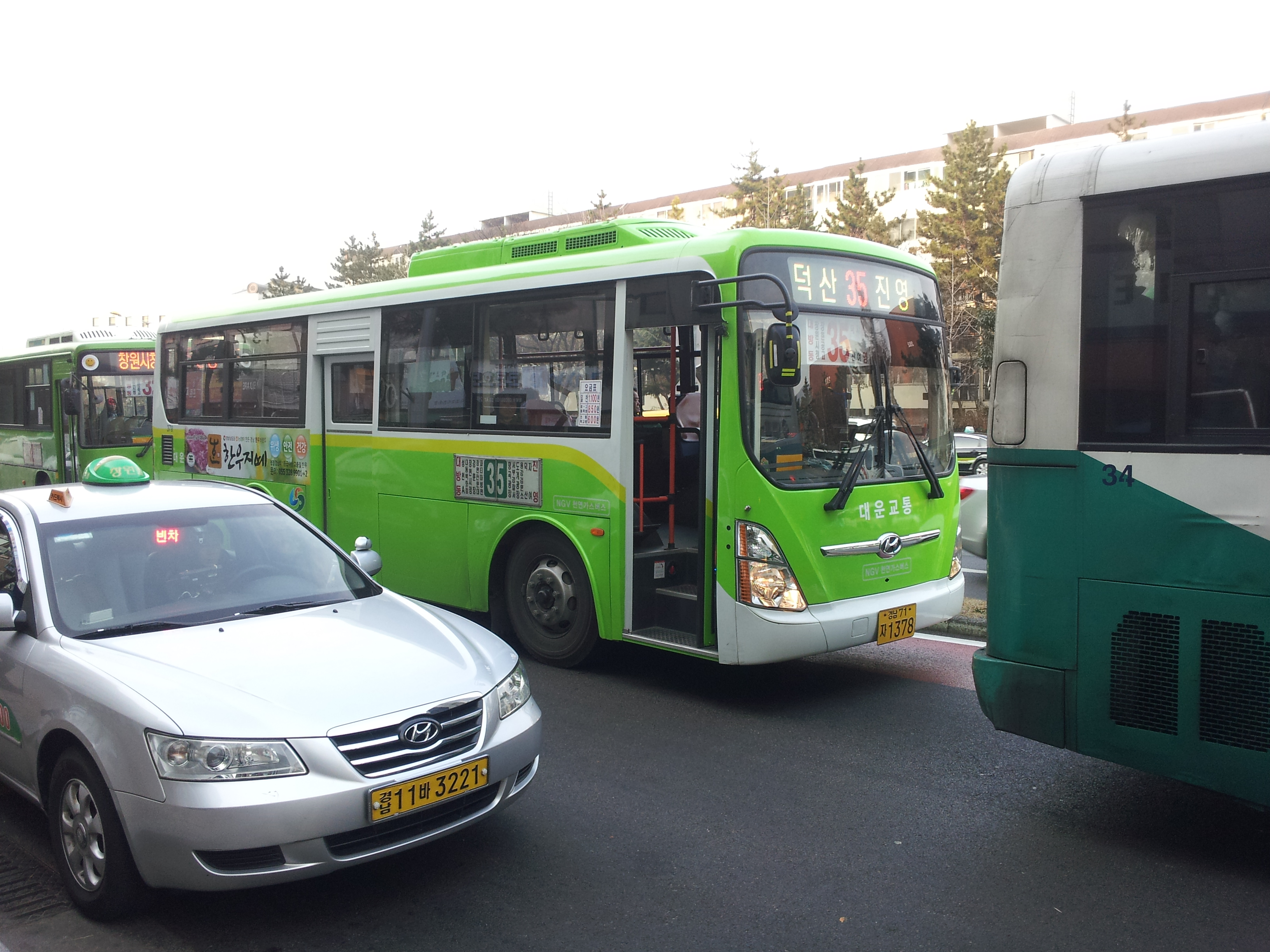
2011년 12월 새로 도입된 지선마을버스 차량

### 운임

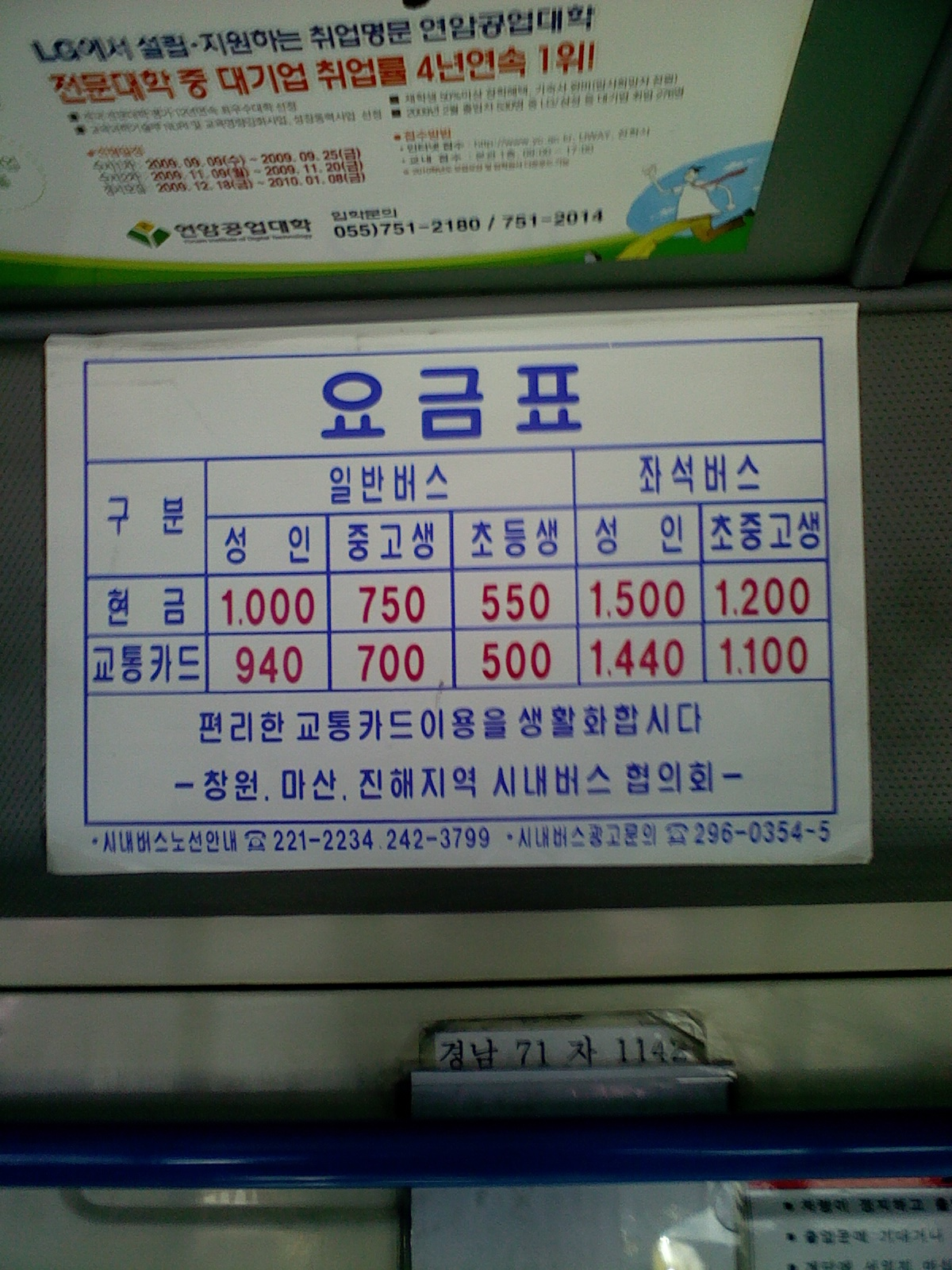
버스 내부 요금표(2010년)

현행 운임요금 체계는 2020년 1월 10일부터 경상남도 시내버스 운임요금 정책에 따라 시행되고 있다. 운임 지급은 현금으로 납부하는 방식 외에도 교통카드로 결제하는 방법이 있다. 현재 성인 기준으로 현금 요금은 일반 1,500원, 좌석 1,800원이며, 교통카드 요금은 일반 1,450원, 좌석 1,750원이다.
2009년 3월 1일부터 마산자유무역지역 일대를 순환 운행하는 공단셔틀버스 노선인 529번과 530번의 성인 요금이 50% 인하되었다.

#### 대체 지급수단

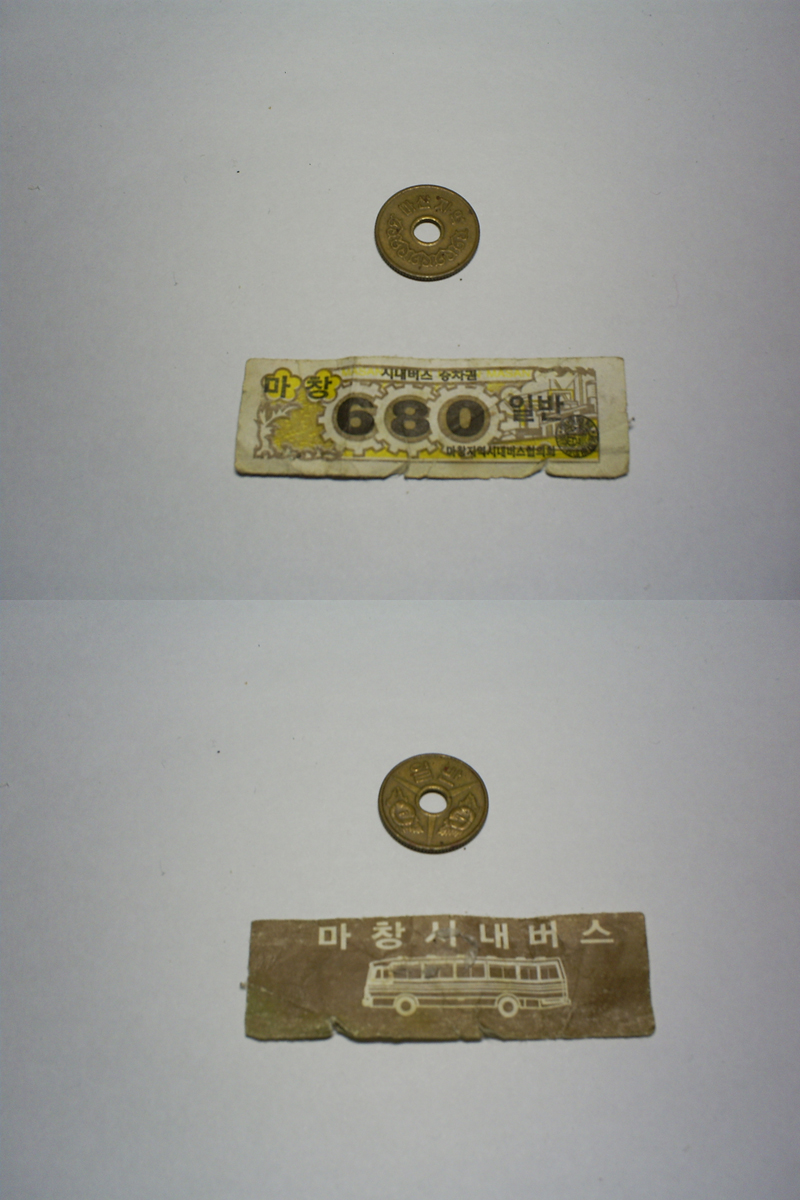
구 토큰과 승차권

마창 시내버스협의회가 결성된 1978년 3월 10일부터 대체 지급 수단으로 토큰을 사용하였다. 이는 대구, 인천, 광주, 대전 등의 현재의 광역시급의 도시와 함께 시행된 것으로 매우 빠른 편이었다. 토큰은 일반용과 좌석용으로 나뉘어 있었으며, 일반용은 황동색으로, 좌석용은 은백색으로 각각 색상이 달랐다.
1990년대 초중반경 토큰이 폐지된 이후로는 6.5cm × 2cm 크기의 소형 승차권을 정류장 근처 슈퍼마켓이나 할인매장에서 구입하여 사용하였다. 할인율은 2002년부터 시행된 교통카드로 지급 할 때의 할인율보다는 낮았다. 예를 들어 일반 시내버스 현금 지급요금이 700원이었을 2002년 당시에는 승차권 지급시 680원, 교통카드 결제시에는 5%할인이 적용되어 670원으로 책정되어 있었다. 이러한 승차권 제도는 교통카드의 보급률이 높아지면서 수요량이 차차 감소하여 결국 2006년 12월 10일부로 판매가 종료되었다.
현재 유일한 대체 지급수단으로 크게 대중화되어있는 교통카드 서비스는 2002년 7월 5일부터 시작하였으며, 이 지역의 교통카드로 마이비에서 발매한 디지털 경남카드가 공식 지정되어 있다. 이후 소형 액세사리 형태의 교통카드도 등장하였으며, 현재도 표준형 교통카드는 경남은행 각 지점에서, 액세사리형 교통카드는 각 교통카드 충전/판매처에서 직접 구입할 수 있다. 할인율은 초창기에는 5%로 동결되어 있었으나, 2005년 버스노선 전면 개편 이후 5~10%를 오가는 수준으로 할인율이 높아졌다. 2006년 12월부터 시행된 현행 운임체계로는 일반버스 성인 운임의 경우 6%의 할인율을 보이고 있다. 2010년 12월부터는 하나로카드, 티머니, 캐시비도 사용이 가능해졌다.

#### 무료 환승제도

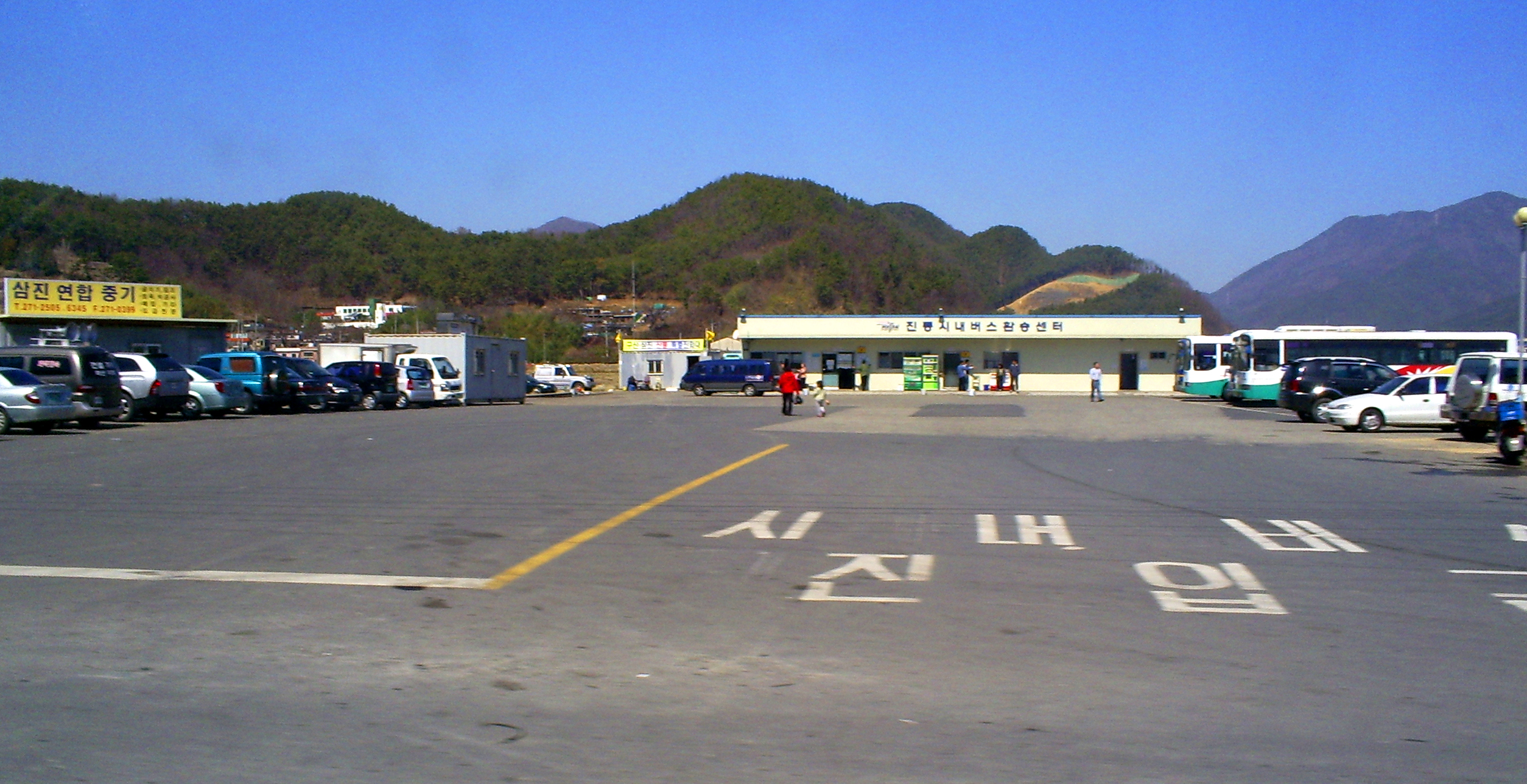
진동환승센터

무료 환승제도는 2005년 6월 20일 버스노선 전면 개편으로 많은 노선을 통폐합하면서 환승을 유도하기 위해 실시하는 제도로, 교통카드 이용시 단순한 1회 탑승시 요금 할인에 그치지 않고 일정한 시간 안에 다른 노선의 버스로 갈아탈 때 요금 차감을 전부 혹은 일부 면제하여, 궁극적으로 교통카드의 이용률을 높이기 위해 시행하는 제도이다. 이를 통해 창원시는 무료환승제 이용 건수가 해마다 2만 건씩 증가하여, 해마다 줄어들던 시내버스 이용객이 늘어나기 시작했다고 밝혔다. 무료 환승제도의 세부적인 내용은 다음과 같다.
- 무료 환승은 교통카드 사용 시에만 적용이 되며, 하차 이후 25분 이내(단, 읍·면 노선으로의 환승은 40분)에 다른 시내버스를 이용 시 이용 운임요금을 무료로 하는 제도로 운영되고 있다. (일반버스 간의 환승 기준)
- 무료 환승은 1인 1회씩만 가능하며, 같은 노선에 다시 탑승할 때에는 적용되지 않는다.
- 2020년 기준으로 좌석버스 간의 환승, 일반→좌석으로 환승 시에는 차액 300원이, 마을→좌석으로 환승 시에는 차액 400원이, 마을→일반으로 환승 시에는 차액 100원이 각각 차감되며, 좌석→일반, 일반→마을, 좌석→마을로 환승 시에는 무료로 환승이 가능하다. 초창기에는 창원 지역에서만 실시했으나, 마산 지역이 2009년 4월 15일부터, 진해 지역이 2010년 1월 1일부터 추가로 시행되면서 전 지역이 좌석버스 환승을 할 수 있게 되었다.
- 읍·면 환승센터는 면내 운행버스와 시내진입 버스의 환승을 유도하기 위해 설치한 것으로, 진동면과 구산면에 각각 있다.
- 2008년부터 전환신설된 함안 농어촌버스 노선의 경우 카드단말기는 설치되어 있으나, 창원시내버스나 타 함안 농어촌버스 노선과의 환승할인 혜택은 받을 수 없다.
- 진해 녹산(부산신항 쪽) 지역으로 진입하는 부산시내버스(58-1 등) 및 2019년 10월까지의 창원시로 진입하는 김해시내버스(58, 59, 97, 98 등)와 창원시내버스 간에는 환승체계가 달라 환승할인 적용이 불가능하다. 하지만 현재 창원시는 창원과 부산, 김해 간의 무료환승이 이루어지도록 부산광역시 및 김해시와 협의 중에 있고, 마침내 2019년 11월 1일부터 창원과 김해 간의 무료환승이 가능해졌다.

### 마을 버스 및 공영 버스
- 마을버스는 일반 시내버스 업체와는 별개로 창원마을버스(주)가 운영을 담당하고 있다. 2001년 8월 15일부터 주로 시내버스가 잘 운행되지 않는 동읍, 대산면 지역을 중심으로 운행하고 있다.[12] 1번, 2번, 7번, 8번 노선으로 총 4개 노선이 있으며 1번, 2번, 7번은 동읍방면으로, 8번은 소계동을 위주로 운행하고 있다. 노선의 출발지는 모두 창원역으로, 교통카드를 사용할 수 있으며 2005년 6월 20일 버스노선 전면 개편 이후부터는 환승할인도 적용받을 수 있게 되었다. 2020년 기준으로 마을버스의 요금은 성인 교통카드 기준으로 1,350원이다.
- 마산 지역의 경우 현동 예곡·두릉마을 지역을 중심으로 민간차원의 마을버스가 마산시의 허가를 받고 운행하였으나, 운영적자로 인한 경영난으로 2009년 운행을 중단한 이후, 대체 노선으로 일반 시내버스 노선인 1000번이 신설되었다.[13] 이 노선은 일반 시내버스와 동일한 요금을 받고 있다.
- 공영버스는 진해구 지역에서만 현재 운용중이며, 창원시내버스가 잘 운행하지 않는 웅천동과 웅동지역을 운영하는 노선으로 350~353번까지 총 4개노선이 있다. 배차간격이 평균 2시간으로 다른 노선에 비해 다소 긴 것이 특징이다.[14] 2011년 1월에는 교통카드 사용이 가능해졌으며, 2015년 8월 요금 인상 후에는 마을버스와 요금이 동일해지면서 사실상 마을버스와 동일하게 취급하고 있다.

## 역사

### 시내버스의 기원
3개도시에서 버스 운행이 가장 먼저 시작된 지역은 현재의 마산시내 지역인 마산부로, 일제강점기인 1922년 시내 도로개설을 계기로 오노(大野)자동차부와 마산 자동차조합에서 1928년까지 경쟁적으로 버스 운행 한 것을 창원시내버스의 시초로 보고 있다. 당시 운행 노선은 옛 마산역에서부터 구마산역과 북마산역까지를 3구간으로 나누어, 초창기엔 운임을 구간에 상관없이 1회 20전을 징수하였지만 얼마 안가 1구간마다 5전씩 추가 징수하는 것으로 바뀌었다. 이후 조철(朝鐵)자동차(주)가 오노자동차부와 마산 자동차조합을 1928년 8월, 1929년 2월에 차례로 인수하여, 마산시의 시내, 시외버스를 독점적으로 운행하였다. 조철 자동차는 다시 1932년 11월 7일에 부산의 운수업체인 경남 자동차(주)에 흡수되었다. 이후 중일전쟁과 태평양전쟁으로 유류부족이 심각해지면서 1928년부터 1941년까지 목재를 원료로 하는 목탄차량으로 서서히 대체되어갔다. 심지어는 우마차가 버스를 대체하여 운행한 적도 있었다.

### 해방 이후
해방 이후에는 유류부족 현상이 더욱 심각해졌으나, 미군정 실시 이후 조금씩 호전되기 시작하였다. 1948년 환금(丸金)여객자동차회사가 중고 GMC트럭을 미군으로부터 사들여 시내버스를 운행하기 시작했다. 하지만 이것도 6.25전쟁으로 얼마 못가 중단되었다. 휴전 이후 마산여객주식회사가 설립되어 1961년 기준 총 11대로 시내버스 운행을 하였다. 이후 시외버스 운수업체인 백영(白映)여객주식회사에 운영권을 이양하였고, 1966년 6월 황대연을 대표로 한 시민버스주식회사가 설립되어 그 운영권을 다시 이양받아, 이후 20여대로 버스를 증차하여 마산시 시내버스의 운영권을 독점하였다. 이후 1968년 4월 2일에는 신양운송주식회사(이후 1971년에 신양여객주식회사로 사명 변경)가 설립되었고, 1969년 12월 30일에는 21대의 버스를 보유한 마창여객주식회사가 설립되어, 1928년이래 약 40여 년 만에 다시 경쟁체제에 들어가게 되었다. 1970년 기준으로 마산시에 등록된 시내버스의 대수는 총 63대였다.
한편 진해시에서는 1956년 진해여객자동차주식회사가 설립되어, 진해시에서도 시내버스 운행이 시작되었다.

### 산업 부흥기 이후
1970년대들어 마산시가 크게 성장하기 시작하면서 교통수요 또한 크게 늘어나기 시작하였다. 이에 시내버스 운수업체가 우후죽순으로 설립되기에 이르는데, 1979년에 제일교통주식회사가 설립되었으며, 1980년에는 당시 마산시에서는 대중교통주식회사, 마산버스주식회사(이후 창원버스주식회사), 창원시에서는 대운교통주식회사가 각각 설립되었다. 그 결과, 1970년엔 63대에 불과했던 차량이 1980년엔 228대로 크게 늘어나기에 이르렀다. 이에 업체간의 과잉경쟁을 방지하고 공동배차, 노선 조정등의 효율적인 통합 운영을 위하여 1977년 7월 28일, 마창진 모든 시내버스 운수업체가 공동 운수협정을 체결하였고, 이듬해인 1978년 3월 1일에는 마산지역 공동운수협의회(현재의 마창시내버스협의회)가 설립되기에 이르렀다. 이들 업체에는 앞의 7개사 뿐만 아니라 당시 진해시의 운수업체인 진해여객과 창원시의 운수업체인 동양교통이 소속되어있었다. 인구가 급증하고 수요 또한 끊임없이 증가하여 1989년 통계에서는 총 43개의 일반버스 노선과 13개의 좌석버스 노선을 보유하고 있었으며, 일반버스 376대, 좌석버스 111대로 총 487대가 마창진 시내버스의 차량으로 운행되고 있는 것으로 나타났다.

### 1990년대이후
1995년 1월 1일 도농통합 정책으로 창원군이 각각 마산시와 창원시로 편입되자, 1971년 5월 26일 설립 이래 해당 지역을 운행하던 우성여객 시외버스 노선 가운데 일부가 시내버스로 전환되어 편입되었다. 1995년 2월 25일에는 마산시 소속의 시외버스 운행 업체인 신흥여객과 삼도여객이 시내버스 운행에 참여하기 시작하였으나, 마창시내버스협의회에 소속하지는 않았다. 1996년 기준으로 노선은 일반버스 85개, 좌석버스 27개로 노선만 100개를 훌쩍 넘었으나 특별한 규칙 없이 노선이 생성된 순서대로 배열되어 있어, 2000년대들어서는 노선 전면 조정의 필요성이 제기되기 시작하였다. 2003년 경남발전연구소에서 시내버스 용역 조사를 한 결과, 기존 버스 노선의 전면 개편과 단순화 작업이 반드시 이루어져야 한다는 연구 결과가 나왔다.

## 2005년 버스 노선 전면 개편

### 개편 이전
2005년 이전의 노선번호체계는 당시 마산시와 창원시측의 시내버스가 각각 연계운행을 하면서, 1978년 마창시내버스협의회 설립이래 무려 27년간 사용되어왔다. 이후 진해시와도 연계운행을 하면서 이 번호체계가 사용되었으나, 진해시의 시내에서만 운행하는 시내버스 노선의 경우, 독자적인 번호체계(진해 100번대)로 운행하였고, 이는 현재도 계속 적용하고 있다. (단, 2010년 10월 4일부터는 진해 300번대로 변경되었다.)
버스 노선의 등급은 '일반'과 '좌석'으로 각각 나뉘어 운행하였다. '일반'등급 노선에는 입석형 시내버스가, '좌석'등급 노선에는 좌석형 시내버스가 각각 투입되었다. 노선 번호 순서는 버스노선이 생성된 순서대로 나열되어 있었다. 예를 들어, 당시 구 10번과 13번, 14번 시내버스는 마산에서 창원방면으로 가는 노선이었으나, 11번과 12번, 15번은 마산시내에서만 운행한 노선이었다. 당시 노선번호체계는 '일반'이 10번부터 90번대까지, '좌석'이 300번대를 사용하였다. 그러나 30여 년 전의 버스노선을 골자로 하였기 때문에, 1995년 이후 창원군이 창원시와 마산시에 분할 편입되고, 또한 인구가 급격히 늘어나자 이에 대한 대처로 'XX-1', 'XX-2', 'XX-3' 등의 여러 변종노선을 탄생시켰다. 변종노선이 워낙 많은 노선이었던 21번인 경우에는 '21-9'까지 간 적도 있었다.
2002년부터 마이비의 교통카드가 사용되기 시작하였으나, 버스 노선간의 무료 환승은 개편 이전까지는 불가능하였다.

### 노선 개편 과정
당시 마산시와 창원시의 주도로 2005년 1월에 협의가 완료되었으며, 그 내용은 환승할인제 시행과 급행버스 운행개시 등을 포함하여 기존의 118개의 노선을 88개로 줄이는 대규모의 개편안이었다. 구체적으로는 전체의 25%에 해당하는 '노선이 중복되거나 불합리'한 30개의 노선을 폐지하고, 그나마 남아있는 88개의 노선중에서도 단 6개의 노선만 기존 노선을 그대로 유지하고, 나머지 가운데 74개의 노선은 노선 변경을, 4개는 신설을, 3개는 좌석버스에서 일반버스로의 전환을 시행한다는 내용이었다.
또한 당초 2005년 6월 1일에 시행하려 하였던 마산시와 창원시의 버스 노선개편안에 따르면, 당시 주요한 문제였던 버스요금 인상 및 교통 카드 운임의 할인을 늘리려 하였다. 이같은 결정은 지역 핵심 8개 운수 회사 연합회인 마창 시내버스 협의회와 마창 시내버스 노조의 반발을 불렀다. 결국 이 8개사는 2005년 6월 2일부터 파업에 돌입하여, 약 20여일간 마산과 창원 일대 도심 교통이 완전히 마비되는 사태가 벌어졌다. 이 기간 동안 마산시와 창원시내에서는 마창 소속의 시내버스는 전혀 운행하지 않았으며, 진해시의 마산-창원 직통노선의 버스만 운행하였다. 이에 마산시와 창원시는 관광버스와 경찰버스의 임시 배차 및 승용차 함께타기 운동을 전개하였으나, 도심의 교통대란을 막기에는 턱없이 부족하였다.
이후 임금 6% 인상, 정년 연장 등의 23개 조항이 합의에 이르러 2005년 6월 14일부터 대부분 정상적으로 버스운행이 재개되었다. 한편, 개편에 맞춰 새로 교체된 안내방송이 사용되기 시작하였으나, 본격적인 노선번호 개편체계가 시행된 것은 5일 뒤인 2005년 6월 20일부터였다.

### 개편 이후 노선 체계
2005년 6월 20일 노선번호 개편이 시행되면서 번호 및 운행 체계가 대폭 바뀌었다. 기존의 '일반'과 '좌석'등급은 각각 시외간을 운행하는 간선일반노선, 시 내에서만 운행하는 지선노선과 읍면 행정구역의 전용노선인 읍면노선, 기존의 '좌석'등급의 계승등급인 간선좌석노선으로 각각 개편되었다. '간선일반', '지선', '읍면'노선에는 입석형 시내버스가, '간선좌석'노선에는 좌석형 시내버스가 투입되었다.
버스 번호체계는 '간선일반'이 100번대, '지선'이 200번대, '읍면'은 두자리수 번호로 지정되었고, '간선좌석'은 700번대로 지정되었다. 또한 이 과정에서 20여 년 전의 체계에 무리하게 맞추느라 탄생했던 수많은 변종번호 노선이 모두 사라지고 보통의 노선번호로 변경되었다. 그러나 현재는 노선의 추가 신설 및 부분 변경에 부흥하여 변종노선이 다시 조금씩 생성되었다.
마산시와 창원시가 주도하여 개편하는 바람에 진해시측의 반발로 진해시에서 운행하는 마산-창원 직통노선이 몇 개월간은 개편전의 구 노선번호를 그대로 사용하여 운행하였으며, 환승할인을 적용하지 않았다. 이후 협의가 되어, 2006년 1월 1일부터 진해시에서 운행하는 마산-창원 직통노선도 마산-창원 업체가 운행하는 진해직통노선 번호와 동일하게 바뀌었으며, 환승 할인이 적용되기 시작하였다.
변경된 번호 체계는 다음과 같다. 3개시의 통합 이전에 시행되어 3개시 행정구역의 영향을 많이 받았기 때문에, 여기서는 편의상 현재의 의창구, 성산구 지역을 원 창원지역으로, 마산합포구, 마산회원구 지역을 마산지역으로, 진해구 지역은 진해지역으로 각각 표기한다.
| 간선일반(100, 5000) | 간선일반(100, 5000) | 지선노선(200, 300)              | 지선노선(200, 300) | 읍면노선(00)     | 읍면노선(00)           | 간선좌석(700, 3000, 6000)             | 간선좌석(700, 3000, 6000) |
| --- | ------------------- | ------------------------------- | ------------------ | ---------------- | ---------------------- | ------------------------------------- | ------------------------- |
| 마산 남부권 - (옛)창원 | 100번대             | (옛)창원 지역 (의창·성산)       | 210번대            | 북면 방면        | 10번대((옛)창원 반복)  | 마산 서부권 - (옛)창원                | 710번대                   |
| 마산 서부권 - (옛)창원 | 110번대             | (옛)창원 지역 (의창·성산)       | 220번대            | 북면 방면        | 20번대(마산 반복)      | 마산 남부권 - (옛)창원                | 720번대 730번대           |
| 마산 - (옛)창원(저상) | 120번대             | 마산(합포·회원) 서부권 - 남부권 | 250번대            | 동읍/대산면 방면 | 30번대((옛) 창원 반복) | 마산 중부권 - (옛)창원                | 740번대                   |
| (옛)창원 - 진해 | 150번대             | 마산(합포·회원) 서부권 - 남부권 | 250번대            | 동읍/대산면 방면 | 40번대(마산 반복)      | 창원 - 장유                           | 770번대                   |
| 마산 - 진해 | 160번대             | 마산 동부권 - 남부권            | 260번대            | 내서읍 방면      | 50번대                 | 마산 남부권 - (옛)창원                | 6000번대 (BRT급행)        |
| 마산 남부권 - (옛)창원 | 5000번대 (BRT일반)  | 마산 동부권 - 남부권            | 260번대            | 구산면 방면      | 60번대                 | 마산 - (옛)창원 마산, (옛)창원 - 진해 | 3000번대 (급행좌석)       |
| |                     | (옛)진해                        | 300번대 310번대    | 삼진면 방면      | 70번대                 | 창원 - 함안                           | 800번대(폐지)             |
| - 5000번대는 BRT일반 버스 노선이다. - 6000번대는 BRT급행 버스 노선이다. - 3000번은 급행좌석 버스 노선이다. - 예외적으로 구, 1000번은 읍면노선이 아닌 지선노선에 속한다. 배정방식대로라면 260번대이다. - 마산 남부권 - 동부권 반복 지선버스인 260번대의 동부권 회차지점은 마산과는 전혀 관련없는 의창구 소계동(개편시행 당시 창원시)이다. - 마을버스는 한자릿수(1, 2, 7, 8번), 공영버스는 350번대(350, 351, 352번). |                     |                                 |                    |                  |                        |                                       |                           |

이를 지도로 나타내면 다음과 같다. 노선마다 시종점지에 약간씩 차이가 있기 때문에 대략적인 형태로 나타내었다.

간선 버스
지선,읍면 버스
좌석 버스

#### 급행버스

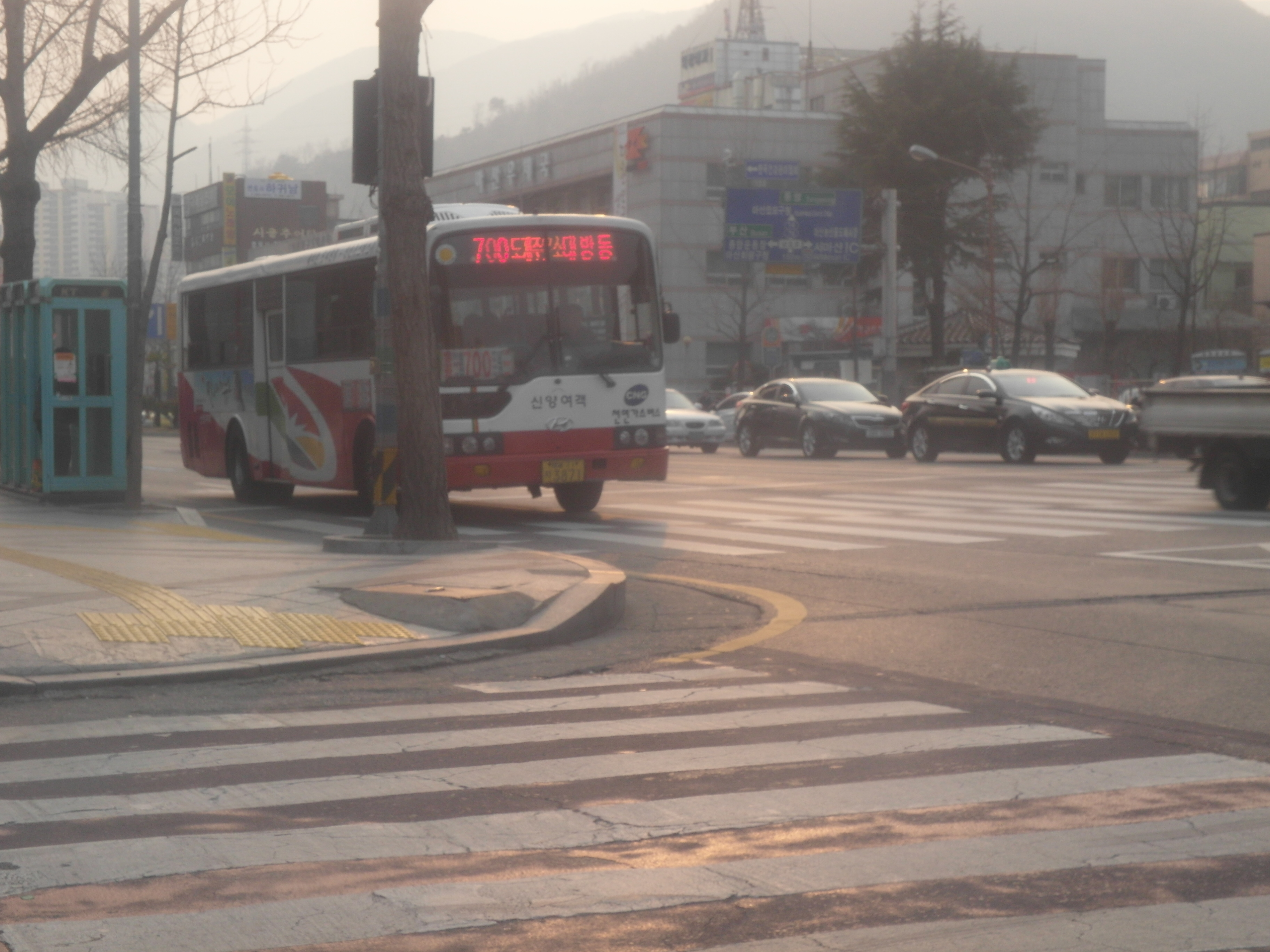
창원시내버스 800번 (현. 6000번)

2005년 버스 노선을 전면 개편하면서 기존의 좌석버스 노선을 모두 정리하는 한편 급행좌석버스 노선을 신설하였는데(700번), 기존의 모든 정류장에 정차하는 완행형 좌석버스가 아닌 수요가 많은 주요 몇 정류장에만 정차하여 기점에서 종점까지 운행 했을 경우의 운행 시간이 완행버스보다 절반가량 줄어들었다. 그러나 이것은 정차하는 정류장이 초창기 마산, 창원 각 7개소였던 것을 기준으로 한 것으로, 정차 요구에 맞춰 시간이 흐를수록 정차하는 정류장이 계속 늘어나서 2007년 1월에 이르러서는 기존의 두 배인 마산 14개소, 창원 15개소로 늘어나 총 29개소에 정차하게 되었다. 2009년 3월에 이르러서는 정차하는 정류장은 총 32개에 이르렀다.
결국 운행시간은 1시간이 넘어가 75분대를 보여 90분대에 주파하는 일반 완행버스에 비해 단축되는 시간이 15분에 불과해 급행 좌석버스의 효율성이 떨어지자, 박완수 창원시장은 2008년 12월 8일 창원, 마산 각 2곳의 정류장에만 정차해 마산-창원을 30분대에 주파하는 초급행 노선을 신설하라고 지시하였다. 공동 배차에 참여하는 마산시도 이에 대해 찬성하는 분위기였다.
한편 이의 대체 방안으로 2009년 4월 15일부터 급행 좌석버스의 운행을 개선하기 위해 정류장 수를 기존의 32개에서 다시 마산, 창원 각 9개, 총 18개로 재조정하고 버스를 더욱 많이 투입하여 운행 간격을 단축하게 되었다. 이 과정에서 마산과 창원을 오가는 모든 좌석버스들도 기존의 평균 30~40개의 모든 정류장에 정차하는 형태에서 평균 20~25개만 정차하는 형태로 정차 정류장 수를 옛 700번에 준하는 수준으로 줄였다. 그 결과, 양 지역을 오가는데 소요되는 시간이 40분대를 기록하며 평균 20~30분이 단축되면서 이용객들로부터 대체적으로 만족적인 평가를 받았다. 2012년 3월 9일부터 버스 노선개편에 따른 급행 좌석버스의 노선 번호가 변경되면서 기존 700번은 800번으로 바뀌고 이와는 별도로 801번과 860번이 신설되었으며, 860번 노선에는 고급좌석버스를 적용하였고 그와 동시에 다른 좌석버스도 직행좌석버스로 전환 되었다.

### 진해시의 반발과 노선 분쟁
노선 전면 개편 시행 직후, 당시 진해시와 진해여객은 '마창시내버스 개편을 앞두고 산업도로 주변에 시내버스 수요가 많으나 이 지역에 운행하는 노선버스가 없어 민원이 폭증하자 마산시, 창원시와 마창시내버스협의회에 이 지역을 운행하는 노선버스를 신설해 줄 것을 요구했으나 묵살되었다'면서 반발해 창원시계를 넘나드는 155번과 166번의 2개 노선을 일방적으로 신설하여 2005년 7월 1일부터 운행하기 시작했다. 그러나 마산시와 창원시, 마창시내버스협의회는 일방적으로 노선을 신설하여 사업권을 침해하였다며 항의하였고, 진해버스 건은 '묵살한 것이 아니라 노선을 협의하는 과정에서 진해시의 요구를 어느 정도 수용하는 합리적 방안을 제시하였지만 진해측이 받아들이지 않았다'고 주장하였다. 또한 2개 노선 신설의 맞대응으로 161번, 761번 등의 일부 마창 시내버스 협의회 담당 노선을 8월 5일부터 기존의 진해시 인의동에서 장천동까지 구간을 변경하여 연장 운행하기 시작했다. 이에 진해시는 다시 맞대응으로 8월 17일부터 '마창버스의 구간 변경으로 교통이 불편해진 인의동 주민들의 불편을 해소해야한다'며 시내버스 임시운행 개선명령을 내려 버스 7대를 마산-진해로 각각 배치하였다.
이렇듯 노선 분쟁이 심화되어 지난 1977년부터 지속되어 온 3개 도시의 공동배차 운수협약이 파기될 위험에 놓이게 되자, 3개시의 교통정책 담당자들이 모여 협의안을 마련하였다. 협의안의 내용은 10월 1일부터 진해시도 환승할인제를 적용하고 진해로 진입하는 마창시내버스 1대에서 평균적으로 발생하는 환승부담금의 절반을 부담하고, 환승할인제 시행시 155번과 166번은 폐지, 대신 진해 인의동과 장천동에서 창원 소답동을 운행하는 버스노선을 신설하기로 하는 것으로 구성되어 있었다. 이에 3개시와 진해여객이 수용했으나 마창 시내버스 협의회는 난색을 표하다가 결국 8월 23일 마지막으로 동의하여 최종 일단락되었다.
그러나 진해 인의동 및 장천동과 창원 소답동을 오가는 노선에 관해 창원시와 진해시가 의견차를 보이며 대립하게 되면서 다시 논쟁은 원점으로 돌아가게 되었다. 창원시가 마창8개사와 진해여객이 공동배차하여 운행하는 방안과 진해여객에 6대를 단독 배차하는 새로운 노선을 주되, 손실 비용은 양 시가 절반씩 보전해주는 방안의 두 가지 방안을 제시하였으나 진해시가 이를 거부한 것이다. 대신 진해시는 다시 다른 경로의 2개의 노선을 창원시에 제안했고 이를 받아들이지 않을 경우 창원지법에 계류 중인 '여객자동차 운송사업 개선명령 처분 취소'소송을 통해 문제를 해결하겠다는 입장을 밝혔다. 그러나 11월 11일, 진해시가 창원시가 제안한 방안을 수용하기로 입장을 밝혀, 3개시 간의 노선 분쟁은 협상 5개월 만에 타결되면서 종말을 고했다. 이후 11월 16일 광역교통협의회에서 시행 시기 등의 조율을 거친 이후, 2006년 1월 1일부터 진해시에서도 환승할인제를 실시하기 시작했다. 먼저 마산시 방면 노선인 166번은 기존 노선인 160번대 버스 운행을 마창회사와 공동배차하는 방식으로 하기로 하면서 164번으로 변경되었으며, 155번은 진해시가 창원시의 제안 중 하나인 진해여객 차량 6대 단독 배차노선 신설을 수용하며 수용 노선을 이것으로 반영함에 따라, 현재까지 이 노선을 그대로 유지하고 있다.

### 통합 이후 진해지역 노선번호 중복문제
2005년 6월 20일 노선 전면 개편 시행시점 당시에는 진해지역이 포함되지 않고 창원, 마산 양 시가 개편을 주도함에 따라 진해지역에서는 창원, 마산지역과 진해지역을 오가는 노선만이 번호가 조정되었을 뿐, 진해지역 만을 운행하는 노선은 관리행정 주체가 진해시 단독이었고 창원, 마산지역을 오가는 버스노선과 번호가 중복되는 일이 없어 당시 개편에는 대상에 포함되지 않았다. 그러나 2010년 7월 1일 3개시가 통합을 선언하면서 관리행정 주체가 통합 창원시 하나로 통합됨에 따라, 기존 진해지역 시내버스 노선과 번호와 옛 창원, 마산지역에서 운행하는 100번대 간선 노선이 서로 중복되는 문제가 발생하였다. 이에 따라 창원시는 통합이후 진해지역의 버스정보시스템(BIS)과 차량 LED 설치작업을 병행하면서 2010년 10월 4일부터 기존의 100번대 진해지역 버스노선들을 모두 300번대로 번호를 변경하고, 기존 300번대에 할당되어 있었던 마산자유무역지역 순환버스노선은 530번대로 변경하여 운행하기로 하였다. 이에 따라, 진해지역만을 운행하면서도 노선 개편대상으로 적용되지 않아 2005년에 확립된 지선노선 체계에 포함되지 않았던 진해지역 내의 버스 노선이 통합 창원시가 출범함에 따라 비로소 5년 만에 지선체계에 포함되었다.

## 시내버스 준공영제

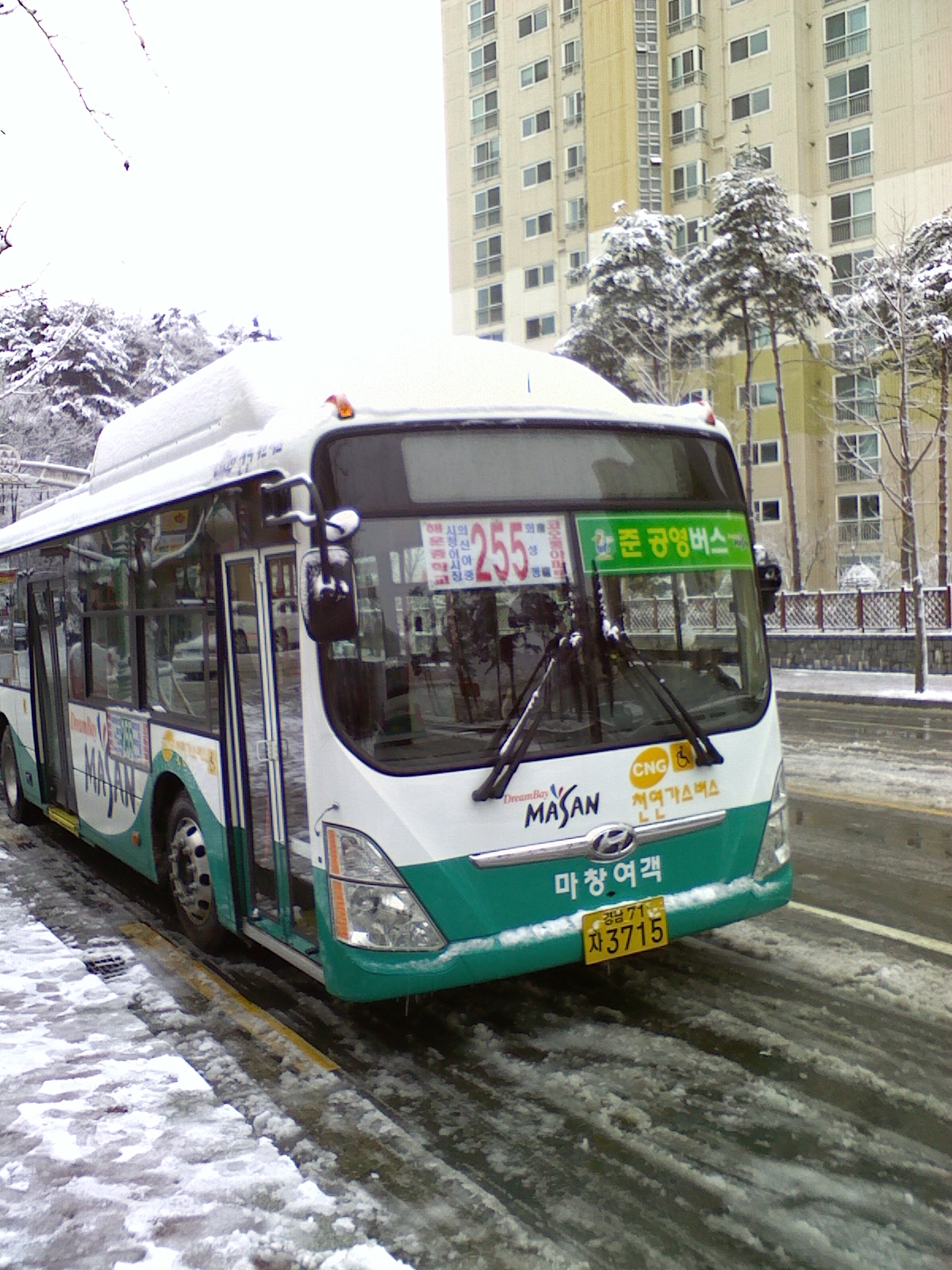
준공영제 운행 스티커가 붙은 버스

시내버스 준공영제란 버스노선권을 자치단체가 갖고 운수업체는 노선별로 운행과 경영하며 운송수익금을 공동관리하고, 운영 실적에 따라 운수업체로 수익금을 배분, 손실액은 자치단체의 재정지원으로 보전하는 방식의 제도를 뜻한다. 여기서는 창원시의 시내버스의 시내버스 준공영제에 관해서 서술한다. 옛 마산시는 2007년 당시 전국 기초자치단체 가운데 처음으로 이 제도를 도입하였으며, 통합 이후에도 적용 업체는 옛 마산시에 소재한 5개 업체에 제한하고 있다. 이는 통합 창원시 출범 직전에 발생한 시민버스 부도사태와 함께, 이후 통합 창원시에서 준공영제의 폐지를 시사하게 된 결정적인 계기가 되었다.

### 준공영제 시행 발단
마창진 시내버스에서의 준공영제 실시와 관련해서 의견이 나오기 시작한 것은 2004년 6월 10일에 있었던 마산시, 창원시와 마창시내버스협의회 노조와의 합의 내용에서 이것을 중심 내용으로 다루면서부터였다. 협상 합의 내용 가운데에는 '2006년 7월 1일부터 마산시와 창원시에서 준공영제를 실시'한다는 내용이 포함되어 있었는데, 이것은 당초 두 시가 2006년 1월 1일부터 시행 '예정'이라는 문구를 들고 나왔지만, 노조가 '예정'이라는 문구는 삭제해달라는 요청에서부터 협상을 조율한 끝에 나온 결론이다. 이에 따라 얼마 뒤 각 시의 건설교통국장이 공동위원장을 맡고, 각 시 관계자 및 시의원과 대중교통 전문가, 시민단체 대표, 회계사, 노무사, 버스노사 등 21명으로 구성된 대표시내버스 준공영제 추진위원회가 2004년 9월 말 발족하였다.
이후 2005년 노선 전면 개편 이후 마산시에서는 시내버스 업계 수입 투명화를 위해 교통카드 사용률을 높이고, 창원시에서는 부시장 직속 교통개선기획단을 꾸리는 법안을 제95회 시의회 정례회에서 '행정기구 및 정원조정을 위한 개정조례안'에 관련 내용을 삽입해 제출하는 등 준공영제의 도입을 위한 준비에 들어가기 시작했다. 2005년 10월 28일에는 추진위가 구성된 지 1년여만에 첫 회의가 열렸다. 여기서 추진위는 타 시도에서 시행했던 노선입찰제 방식이 아닌 노선책임제 방식의 준공영제를 도입하는 방향으로 검토하였다.

### 좁혀지지 않는 의견차와 갈등
그러나 시행 예정시기인 2006년이 되면서도 민관 합의가 제때 이루어지지 않았고, 버스 운수업체의 부채가 2006년 들어 청산은커녕 부채가 더욱 늘어나 문제의 해결방안이 제시되지도 못한 상태에서 한국산업관계연구원에서 발표한 준공영제 실시 용역 결과에서는 적정원가가 업체가 요구하는 것보다 낮게 제시되자, 마창 시내버스 운수업체들은 현실성이 떨어진다며 반발하였다. 이런 상황에서 시민단체는 '준공영제의 실시는 충분히 사전검토를 한 뒤에 실시해야한다'며 신중히 결정해야된다고 주장하였다. 결국 준공영제는 예정일인 2006년 7월 1일에 실시되지 못하고 연기되기에 이르렀다. 이후 2006년 9월 19일에는 10월 시행을 예고로 한 뒤 마창 시내버스 노사가 평화선언을
하였다. 그러나 이것도 얼마 못가 연말로 다시 늦춰지고, 의견차가 제대로 좁혀지지 않아 2006년 내에 시행하기엔 어려울 것이라는 예측이 나오자, 급기야는 마창 시내버스 노조가 파업을 예고하기에 이르렀다. 노조는 이에 앞서 2006년 11월 17일에 '체불임금이 100억 원에 육박하여 생계가 막막하다'면서 부산지방노동청 창원지청에 8개사 대표를 상대로 고소, 고발하였다. 이에 경상남도는 양 시의 단일안 협상이 제대로 좁혀지지 않자, 중재안으로 부채 정리 재무 건전화 방안과 함께 무료 환승 분담금을 승차 인원 비율에 따라 지원 하는 등의 2007년 2월 시행의 권고안을 내놓았다. 하지만 마산시가 긍정적인데 비해 창원시가 일부 부정적인 견해를 보여, 2007년 2월 5일에는 결국 경상남도가 중재를 포기하고 양 시가 적극안을 내놓지 않는데다가, 단일안 도출이 어렵게 되어 결국 협상이 결렬되면서 무산되기에 이르렀다.

### 마산시의 단독 시행
2007년 2월 5일 양 시의 협상이 결렬되면서 무산되자, 결국 마산시가 단독으로 준공영제를 시행하기로 선언하였다. 2007년 3월 26일에는 박갑도 부시장을 위원장으로 한 '마산 시내버스 발전위원회'가 출범되어 독자적인 시내버스 준공영제 추진을 위한 행보에 나서기 시작했다. 시행 노선은 간선버스 노선을 제외한 모든 마산시내 노선, 즉 총 46개 노선에 109대의 버스를 투입하여 실시하게 되었는데, 앞서 준공영제를 먼저 실시했던 서울특별시와 대전광역시의 실태를 밑거름 삼아 수익금은 시내버스 투명화를 위해 통합관리시스템을 통해 공동관리하기로 하였고, 파업으로 인한 교통대란 사태를 근절하기 위해 '파업 행위가 발생 할 경우 그 즉시 준공영제 시행을 전면 중단'하는 조항도 넣기로 하였다. 이러한 내용을 바탕으로 2007년 6월 27일에는 준공영제 협약식이 열렸으며, 2007년 7월 16일, 드디어 전국 기초자치단체 가운데 처음으로 시내버스 준공영제가 실시되어 운수회사별 전담 노선 운행에 들어갔다.

### 준공영제 시행 그 후
준공영제 시행 한달여만인 2007년 8월 23일, 마산시에서는 친절도와 청결상태가 많이 나아졌고 수익금도 늘었다고 발표하였다. 운송수입금은 한달 323,840원으로 집계되었는데, 이것은 표준 원가치인 435,288원에는 미치지 못하나 작년 같은 기간에 비하면 13,668원이 증가한 수치이다. 시행 1주년을 맞은 2008년 8월에 조사한 결과로는 승객 대부분이 대체로 긍정적인 반응을 보인 것으로 나타났다. 하지만 준공영제 반쪽 시행으로 인해 적지 않은 시민들이 준공영제 시행에 대해서 모르고 있는 것으로도 나타났다. 이렇게 대체로 좋은 반응을 보이면서 준공영제 시행의 성공사례로 마산시의 준공영제 실시가 언급되자, 마산시에서는 준공영제에 대한 성과와 개선방안을 담은 책을 발간, 총 400부를 발행하여 국회 도서관과 경남도청 등에 배포하게 하였다.
하지만 경남발전연구원이 마산시의 의뢰에 의해 버스업계 관계자를 대상으로 시에서 지원해주는 재정보조금 규모에 대해 조사한 결과, 대부분이 '불만족한다'는 조사결과가 나오자, 기초자치단체의 첫 준공영제 시행으로 재정에 많은 부담이 가는 만큼 정부 지원이 꼭 필요하다는 지적이 나오게 되었다. 실제로 준공영제 시행 이후 마산시는 매년 30억원의 적자가 발생하여 재정부담이 현실화되자 경상남도와 정부등에 지원 요청을 하였으나 이마저도 여의치 않고 있다. 2009년 기준으로 마산시 준공영제 시행에 따라 덕동에 공영차고지를 조성하는 사업을 추진하고 있다. 공영차고지를 조성 한 뒤, 기존 차고지를 매각하면 경영개선에 큰 도움이 된다는 것이 마산시의 입장이었다.

### 극심한 적자와 시민버스의 면허 취소

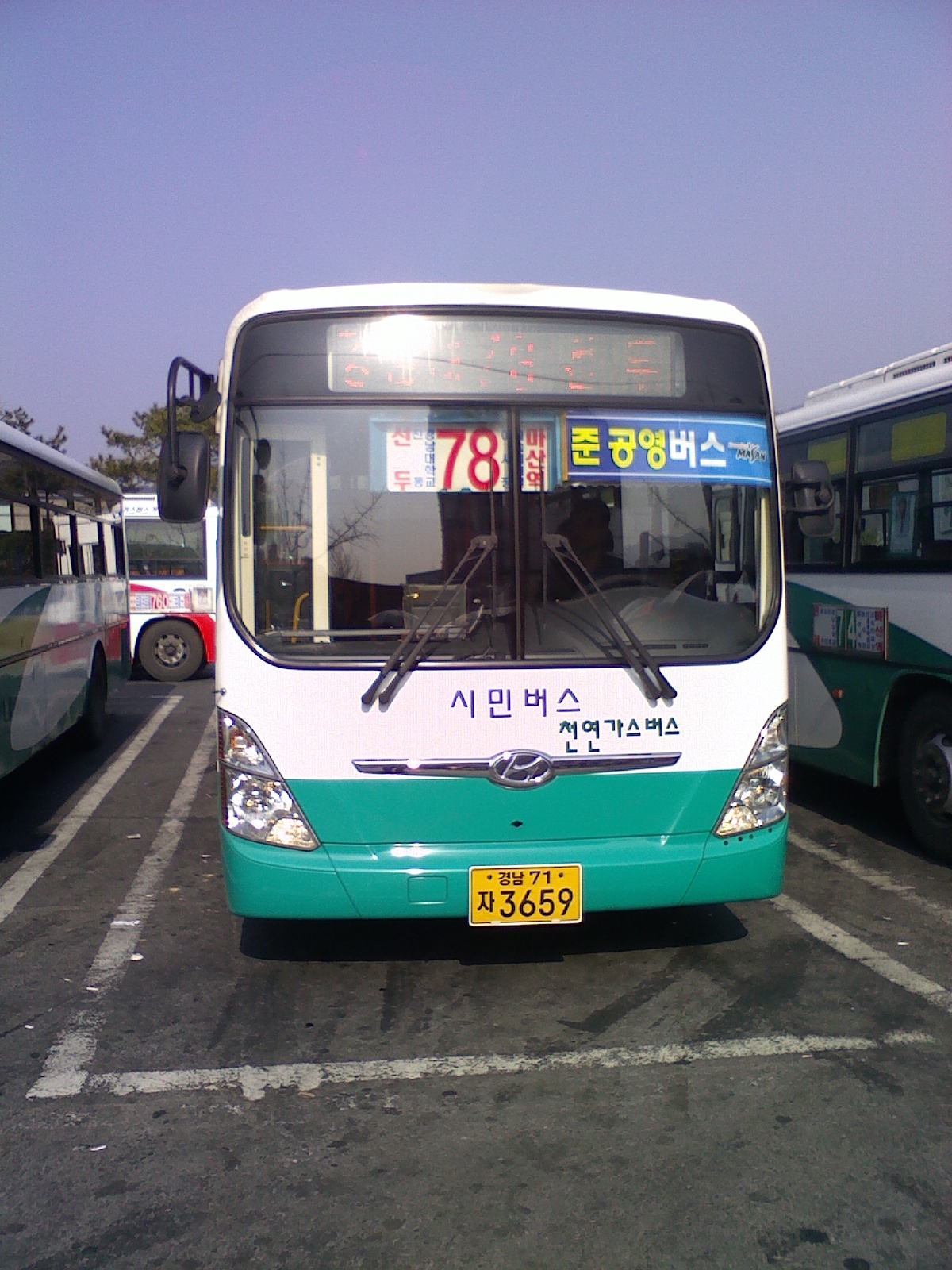
시민버스 운행 차량(78번)

그러나 2009년 한 해 동안의 평균 표준운송원가인 47만원에 비해 노선 수입분담금은 35만 원 정도 밖에 들어오지 않았고, 이는 결국 버스 1대 당 10만원이 넘는 적자를 안게 되어 마산시는 총 40억 원의 적자를 세금으로 충당하게 되었으며, 경영 개선 등의 관리 감독 또한 전혀 하지 않아 세금만 낭비하고 있다는 지적이 일기도 하였다. 이러한 가운데, 마창진 지역에서 가장 많은 버스대수를 보유하고 있었던 마산시 소재의 '(유)시민버스'는 극심한 경영난으로 인해 2009년 5월에 이르러서는 자산규모 150억 원에 부채는 240억 원에 이르게 되었고, 2009년 9월 차량과 운영권의 절반을 경상북도 경주시 소재의 금아버스그룹(이후 마인버스)에 매각하고 매각 대금을 통한 회사 정상화와 함께 밀린 임금을 모두 지급하겠다고 합의서에도 서명하였지만, 오히려 2010년 3월 16일에 이르러서는 '최종 부도' 처리가 되어버렸다. 결국 시민버스 노조는 2009년 9월에 이어 또다시 2010년 3월 17일부터 운행 중단 파업에 돌입하였으며, 2010년 4월 시점에 이르러서는 노조 간의 의견 차이로 인한 내부 갈등이 심해지고 회사측에서 공금을 횡령했다는 의혹이 제기되기에 이르면서 사태가 장기화 될 우려에 처하였다. 결국 노동부 창원지청은 임금 24억여 원의 체불로 인한 근로기준법 위반 등의 혐의로 시민버스의 대표에 대해 2010년 4월 29일자로 영장이 신청되고, 다음날인 4월 30일에 전격 구속하였다. 2010년 5월 19일, 창원지방법원은 마산 시민버스에 대해 회생절차를 개시하기로 하였다. 그러나 인수를 추진하던 마인버스 측이 시민버스의 부채가 너무 많다는 이유로 끝내 인수합병을 포기하기에 이르면서 마산시는 결국 2010년 6월 21일, 시민버스 설립 44년 만에, 운행파업에 들어간지 97일만에 면허를 전격 취소하기로 결정하였다.

### 통합 창원시의 폐지 입장 시사
3개 시의 통합으로 탄생한 통합 창원시는 통합 전의 옛 창원지역에서는 노선전담제, 마산지역에서는 시내버스 준공영제를 이미 각각 시행하고 있어 이는 통합 이후로도 서로 혼재하게 되었으며, 2010년분의 재정지원 예산 또한 모두 편성되었다. 그러나 2010년 7월 통합 창원시는 2011년 본예산 편성에 맞춰, 기존의 창원시가 사용하는 '노선전담제'와 '맞춤형버스' 등의 2가지의 큰 틀로 운영할 것을 가닥으로 잡고 있다는 내용을 밝혀, 사실상 기존 마산지역에서 시행하는 시내버스 준공영제를 폐지하겠다는 입장을 시사하였다. 시민버스의 부도사태와 같이, 업체의 자구 노력이 없는 준공영제는 대안이 될 수 없다는 이유와 전체 버스 중에서도 단 34%에만 적용하고 있는 이유였다.
준공영제 폐지 이후에는 기존 창원시의 지선노선과 마찬가지로 마산지선노선도 마산 5개 업체가 1~2개월마다 돌아가면서 운행하는 것으로 변경하였다.

## 저상버스운행

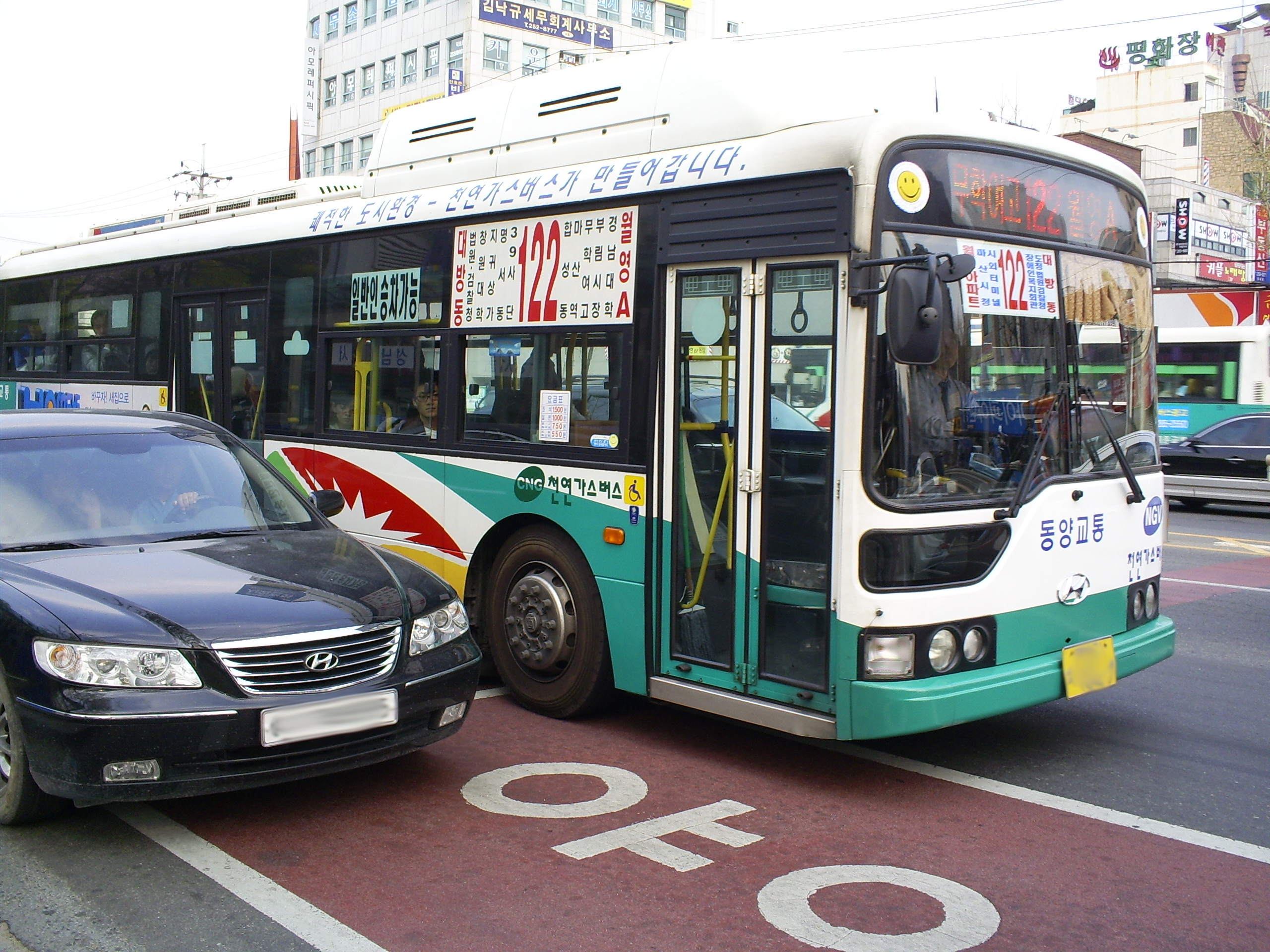
창원시내버스 122번

2006년부터 원 창원 지역을 시작으로 저상버스가 운행하기 시작했으며, 2009년부터 마산, 창원, 진해 지역에 모두 운행하기 시작하였다. 특히 창원시는 대한민국 최초로 저상버스 전용 노선을 신설하기도 하였다. 또한 이러한 영향으로 2009년에는 저상버스 도입을 지속적으로 주장한 '경남장애인자립생활센터협의회'가 도 내 10개 시를 대상으로 '장애인의 자립생활과 이동권리의 약속 이행 평가'를 실시하여, 이 평가에서 진해시가 1위를 차지하였다. 또한 이 외 창원시와 마산시도 각각 2위, 4위 등의 높은 평가를 받았다.

### 저상버스 도입 계획
마창지역에서 저상버스 도입 이야기가 나오기 시작한 것은 2004년 서울특별시에서 저상버스를 도입 운행하기 시작한 전후 경상남도에서 약 55억 원의 예산을 들여 마산과 창원에 30대를 우선 배차하여 운행할 계획이라고 밝히면서부터이다. 이후 2004년 10월 30일에는 창원 경남도청 광장에서 저상버스 탑승 체험 행사가 열렸다.

### 대한민국 최초의 저상버스 전용 노선
한편 경상남도의 저상버스 도입과 관련하여 창원시에서는 적극적으로 추진하려 했지만 마산시는 경영난 등을 이유로 소극적인 반응을 보였다. 결국 2006년 2월 7일, 창원시가 일방적으로 마산역-대방동 간 창원지선버스 노선 222번을 신설하여 운행을 개시하였는데, 이 노선은 대한민국 최초의 '저상버스 전용 노선'이기도 하였다. 그러나 창원시의 일방적인 시경계를 넘어선 운행에 마산시내 운수업체는 시종점인 마산역에서 운행을 저지하는 등의 행동을 보였다. 그러나 다음날인 2월 8일에 양 시의 합의로 이 노선을 2월 13일부터 마산시까지 연장하기로 하여 저상버스 운행이 정상화되었고, 이후 합의일인 2월 13일부터는 마산시 소속 운수회사도 참여하여 노선번호도 기존의 222번에서 간선노선번호인 122번으로 바뀌고 구간이 기존의 마산역에서 월영동 아파트단지까지로 연장되었다. 당시 마산시 시내버스 운수업체 5사는 경영난으로 아직 저상버스를 미처 도입하지 못했기 때문에, 한동안은 일반버스와 혼용운용하는 체제로 운용되다가, 이후 마산시 시내버스 운수업체에서도 저상버스를 도입하게 되면서 다시 이 노선의 모든 차량이 저상버스로 운행하게 되었다.

### 시와 장애인단체와의 불협화음
한편 창원시는 2008년 4월 11일, 장애인과 노약자의 대중교통수단 이용 불편을 해소하기 위해 '이동편의증진 조례안'을 입법예고하였는데, 이 조항의 이행 당사자가 '시장'이 아닌 '운송사업자'로 표기되어 있는 등 조항의 강제력이 없고, 장애인의 의사를 반영하지 않은 것에 대하여 4월 22일부터 창원장애인자립생활센터 등 장애인단체 10여명이 창원시청에서 농성시위에 나섰다. 창원시가 2007년에 장애인단체와 합의해 놓고도 진행현황을 물을 때마다 회피하며 발언할 틈조차 주지도 않았는데, 이번에 입법 예고한 내용은 합의했던 내용과는 전혀 다르다는 것이 그 들의 주장이다. 또한 같은 해 7월 7일에는 마산장애인자립생활센터가 장애인콜택시 구입비와 이동지원센터 설치비, 저상버스 구입예산을 추경예산에 반영하기로 약속했는데도 불구하고 이행하지 않았다며 기자회견을 열고 마산시를 규탄하였다.

### 진해시의 저상버스
2006년 창원시와 마산시가 차례대로 저상버스를 도입하여 운행에 들어갔으나, 진해시는 도입계획이 없었다가 2008년 11월 10일, 2009년까지 5억 3,500만원을 들여 저상버스 5대를 구입하여 운행하겠다는 입장을 밝혔다. 2011년까지 20대의 저상버스를 도입했다.

## 맞춤버스 운행
창원시의 시내버스 노선 가운데에는 정규적으로 운행하는 노선이 아닌 출/퇴근수요 등을 겨냥하여 특정시간대에만 운행하는 맞춤버스 노선도 있다. 세부적으로는 다음과 같다.

### 공단 순환버스
공단으로 통근하는 근로자들의 혜택 제공과 도심 교통 체증을 감소시키기 위해 창원시는 중형좌석버스 10대를 구입하여 3개 창원버스운수업체에 운영을 위탁한 뒤 2007년 11월 5일부터 월림, 창곡 공단지역을 대상으로 501번, 502번, 503번, 504번의 4개 노선을 신설하여 운행을 시작하였다. 운행 방식은 평일에는 출퇴근 시간대에만 운행하며, 토요일은 균일한 운행시각으로, 일요일과 공휴일은 아예 운행하지 않는다. 운임은 성인인 경우 일반 버스의 절반 운임이 적용되며, 청소년과 어린이의 경우에는 일반 버스와 동일한 운임이 적용된다. 또한, 교통카드를 통한 환승할인도 가능하다. 하지만 운행 초기에는 배차 간격과 노선, 운행 속도에 문제가 있어 탑승률이 저조하였다. 이에 창원시는 이용객 활성화를 위해 2008년 1월 14일부터 5일간 교통카드를 무료로 배부하였고, 2008년 5월 1일에는 공단 셔틀버스의 노선을 전면 조정하고 운임을 기존의 1,000원에서 500원으로 절반으로 할인하였다.
이후 2008년 11월 1일부터는 차룡단지 통근 승객들을 대상으로 505번, 506번, 507번을 각각 신설하였다. 또한 2009년 4월 1일부터는 1분기를 기준으로 출퇴근을 포함해 120회 이상을 이용한 근로자에게 1개월 교통비의 절반을 현금으로 통장에 입금해주는 마일리지 제도를 시행하기로 하였다.
한편 마산시에서는 2009년 1월 15일부터 마산자유무역지역과 봉암공단의 417개 업체의 근로자들을 대상으로 한 통근 순환버스 300번(현재의 530번)과 301번(현재의 529번)을 각각 신설하였다. 투입되는 버스는 준공영제 시행 차량 가운데 운행일자가 비어있는 차량을 이용한다. 시행 2달여만인 2009년 3월 1일부터 성인 버스운임이 1,000원에서 500원으로 절반 할인되었으며, 2010년 10월 4일부터는 진해지역의 시내버스가 300번대로 번호를 변경하게 되면서 기존의 300,301번을 사용하던 마산자유무역지역 노선이 529,530번으로 번호가 변경되었다.

## 버스전용차로
대중교통 활성화와 버스의 표정속도 증가를 위해 2005년 8월 1일부터 현재까지 버스 전용차로를 3·15 대로의 동부 구간과 의창대로 · 원이대로 일부 구간에서 시행하고 있으며, 양 끝 차로 통행방식으로 운용되고 있다. 오전 6시 30분부터 8시까지, 저녁 5시 30분부터 7시 30분까지 실시하며 운용되고 있는 버스전용차로 구간은 다음과 같다.
- 2005년 8월 1일 부터
  - 3·15 대로 : 석전교사거리 ~ 마산역 ~ 합성동 ~ 구암동 ~ 소계광장
  - 의창대로 : 소계광장 ~ 창원역 ~ 서상삼거리 ~ 의창동환승센터 ~ 도계광장
  - 원이대로 : 도계광장 ~ 서부경찰서

## 기타

### 카드 단말기 안내음 표출 문제
단말기 카드 인식시 시행 초기부터 2007년까지는 어른은 '감사합니다', 청소년은 '학생입니다', 어린이는 '초등학생입니다', 환승시에는 나이와 상관없이 '환승입니다'로 안내 멘트가 표출되어 왔다. 그러나 2007년 국가청소년위원회에서 청소년과 어린이의 인식 멘트가 인권 침해의 소지가 있다는 주장을 하여 같은 해 12월 27일부터는 비프음으로 변경되었다.
그러나 이번에는 교통카드의 인식 판독이 힘들어지는 문제가 발생하자, 3개월만인 2008년 2월 22일부터 다시 안내 멘트를 표출하는 방식으로 재변경되었다. 그 과정에서 이전에 있었던 국가청소년위원회에서의 의견을 고려하여 마이비카드 단말기 인식시, 어른은 '감사합니다', 환승시에는 '환승입니다'의 이전 멘트를 그대로 두되, 청소년은 '고맙습니다', 어린이는 '반갑습니다'로 각각 이전과는 다른 안내 멘트를 표출하게 되었다.
2011년 12월 30일부터는 카드 단말기 인식시, 어른은 '안녕하십니까?', 환승시에는 '환승입니다', 청소년은 '반갑습니다', 어린이는 '어서오세요'로 표출되며 하차단말기 인식시에는 '하차입니다'로 표출된다. 그러다가 2017년 2월 "삼원FA" 제품의 신형 카드 단말기가 적용된 후에는 종전대로 성인은 "감사합니다", 청소년은 "고맙습니다" 안내 음성이 출력된다. 어린이는 안내 음성 없이 효과음만 나온다.
그 밖에 카드 단말기가 덜 인식된 경우 '카드를 다시 대주세요', 2장 이상의 교통카드가 한꺼번에 인식된 경우 '카드를 한장만 대주세요', 교통카드 잔액이 부족한 경우 '잔액이 부족합니다', 지원되지 않거나 훼손된 교통카드를 인식한 경우 '사용할 수 없는 카드입니다'로 각각 안내 멘트가 표출된다.

### 외부 LED 전광판 설치

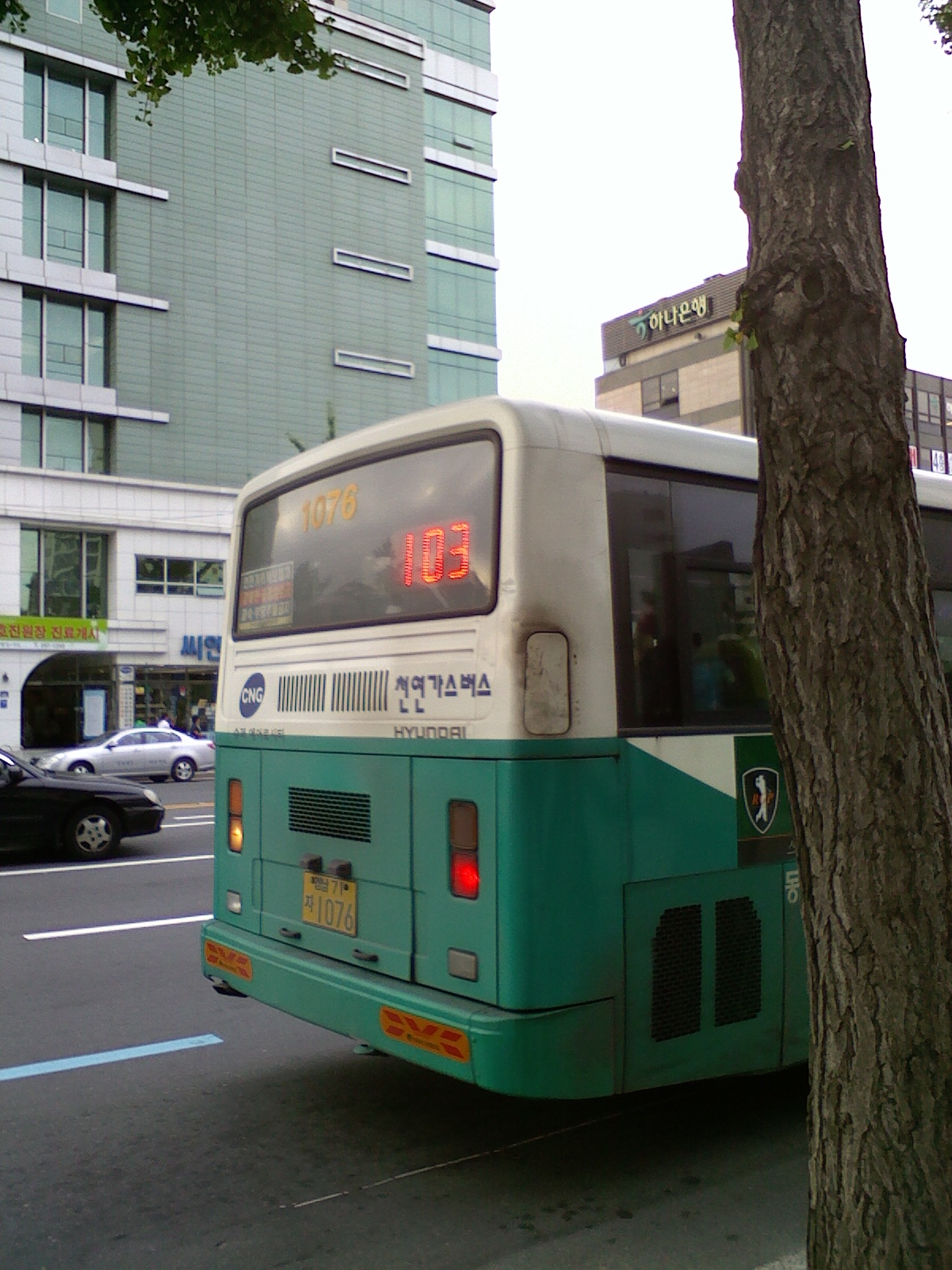
구형 고정식 후방 LED가 장착된 창원시내버스 103번

2005년 버스 노선 전면 개편 이후 기존 행선판의 가시성문제로 버스 전면부 윗쪽에 노선 안내 LED 전광판을 설치하는 작업을 시행하기로 하여, 2005년 10월 13일 창원시청에서 LED 전광판 설치 시연회를 가졌다. 이후 창원시는 2006년 2월말 완료를 목표로 창원시내에 운행중인 일반 시내버스 모든 차량에 우선적으로 LED 전광판을 설치하기로 하고, 좌석버스는 추후 설치를 완료하기로 하였다. 또한 마산시도 2006년 말을 목표로 설치완료하기로 하였다. 2009년 11월까지 옛 진해지역 시내버스와 창원마을버스를 제외한 모든 버스에 장착이 완료되었으며, 현재는 전체 2012년 2월 1일기준으로 창원시 관내 간선, 좌석, 지선, 읍면, 마을버스 전차량에 설치가 되어있다.
표출 방식은 노선번호 - 출발,경유지 - 종점(좌석)의 방식과 출발,경유지 - 노선번호 - 종점(일반)의 두 가지 방식을 주로 사용하며, '출발,경유지'부분은 약 2초간의 간격으로 출발점을 시작으로 주요 경유지점이 순서대로 나타내는 방식으로 표출되고 있다. 2010년부터 도입된 LED 전광판은 대전광역시의 시내버스와 동일한 표출방식으로 노선 번호가 화면 가득히 크게 표출되는 특유의 LED 전광판으로 점차 도입하였으나 기존led전광판과 통일성을 위해 종전과 동일한 표출 방식으로 변경되었다. 서울에서도 종전과 동일한 형식을 사용하였으나, 현재 창원시에만 이런 형식의 led를 사용하고 있었으나, 2012년 3월 9일 창원시의 시내버스 개편을 위해 다시 대전광역시의 시내버스와 동일한 표출방식으로 변경이 되고 있다. 이 외에도 옛 창원지역 소재 업체 소속의 버스 차량을 중심으로 전면 LED 전광판 이외에도 후방 LCD/LED 전광판을 추가로 도입, 설치하고 있다.
함안 농어촌버스의 경우 2008년 7월 카드 단말기 장착에 즈음하여 LED 전광판을 설치하기 시작하였다. 표출방식은 부산광역시의 시내버스와 동일한 표출방식으로, 노선번호가 화면 가득히 크게 나타나는 것이 특징이다.

### 차량 안내방송
현재 마창진 시내버스의 차량에 장착된 자동안내방송은 2002년 마이비카드 서비스 실시 이래로 2005년 버스노선 전면 개편에 차임벨이 바뀐 것을 제외하면 크게 변화는 없다. 장착 초기 당시 부산광역시의 시내버스 자동안내방송과 동일한 성우가 안내방송을 녹음하였으며, 2005년 버스노선 전면 개편 이후의 수정사항은 음성합성장치(TTS)로 대체하여 방송하고 있다. 그때문에 일부 구간에서는 기존방송과 수정방송이 섞여서 나오는 경우가 발생하기도 한다. 다만, 진해여객의 차량은 전 차량이 차임벨은 같지만 모든 내용이 음성합성장치로 방송이 된다. 2010년 11월에는 창원시의 시내버스 교통카드 단말기가 교체되었으며 부산광역시의 시내버스와 동일한 형식의 안내방송이 서비스되고 있다. 함안군의 농어촌 버스는 현행(2009년 3월 기준) 부산광역시의 시내버스와 동일한 형식의 안내방송으로 서비스하고 있다.
일부 정류장에서는 정류장의 명칭과 다르게 방송하기도 하는데, 대표적으로 '어시장' 정류장의 경우 2002년 안내방송 개정 이래로 현재까지 인근의 마산대우백화점과 함께 '대우백화점 앞 어시장'으로 묶어서 안내방송을 제공하고 있다. '노비산입구' 정류장은 2004년에 일제의 잔재를 청산하겠다는 이유로 인근 산의 명칭을 '제비산'에서 '노비산'으로 변경하여 정류장명칭도 같이 바뀌었다. 다만, 안내방송은 이후에도 한동안 '제비산입구'로 방송되다가 현재는 '노비산입구'로 바꾸어 안내방송을 하고 있다. '약수터'의 경우 자산동에 있어 실제 정류장명은 자산약수터이나 정작 안내방송에선 전혀 반영하지 않았다. 이렇게 안내방송과 실제 정류장명칭이 다르게 나타나는 곳이 더러 있어 혼란을 가중시킬 수 있다는 의견도 일부 제기되었다.

#### 영어 안내방송
2008년 10월 창원시는 람사르 총회를 찾을 외국인 승객에 대비해 영어 방송을 마산, 창원, 진해의 3개 지역 가운데 처음으로 도입 해, 진해여객 차량을 제외한 모든 차량에 현재까지도 계속 방송되고 있다. 창원시의 모든 정류장을 대상으로 하지는 않고, 일부 수요가 많은 정류장에서만 실시되고 있다. 또한 마산시에서도 2010년 3월부터 6월까지 100번, 700번, 762번등의 일부 노선에 한해, 마산시내 일부 수요가 많은 정류장에서 영어 방송을 시범적으로 실시하기로 하였다.
한편, 창원시는 2008년 10월부터 시내 11개 정류장에 실시하였던 영어 안내방송을 2010년 3월 29일부터 22개를 추가하여 33개의 정류장에서 영어 안내방송을 송출하기 시작하였다. 그러나 노후화된 차량단말기의 음성안내방송이 용량이 부족하여 더 많은 지점의 영어 안내방송을 송출하는데 한계가 있다는 입장과 함께, 통합 창원시의 출범 이후 차량단말기의 교체 시점과 더불어 통합 창원시에 해당하는 모든 지역의 주요 시설 연계 정류장 중심의 영어안내방송을 단계적으로 추진할 계획이라는 입장을 추가로 밝혔다.

### 창원시의 국토해양부장관 최우수기관 표창

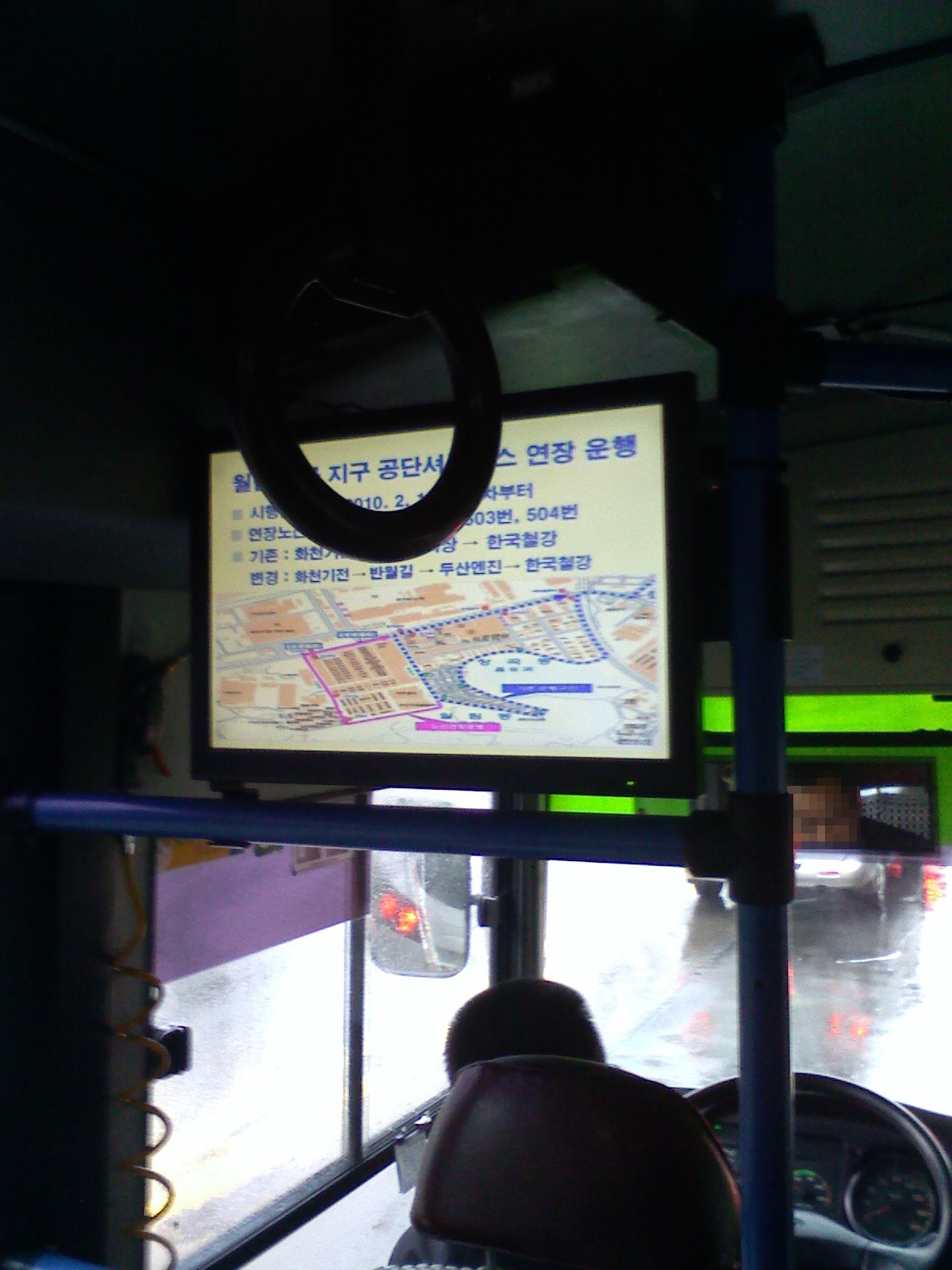
내부 LCD 동영상 시스템

2008년 4월 29일, 국토해양부는 30만 이상의 도시 철도 미운행 중도시를 대상으로 한 '전국 대중교통시책평가'에서 1위로 선정된 창원시에게 우수기관 표창을 수상한다고 밝혔다. 시민중심의 교통정책 수립을 통한 버스노선합리화 사업과 인접한 마산시, 진해시와의 무료환승제 구축, 버스전용차로제 도입, 버스정보시스템(BIS) 구축으로 높은 평가를 받았는데다가, 버스에 LED식 행선판은 물론 내부 LCD동영상 시스템 설치와 비가림식 승강장의 추가 구축과 노선도 상세안내 시설물 설치등의 이용시설물 개선에서도 좋은 평가를 받았기 때문이다.
또한 2년뒤인 2010년에 실시된 '전국 대중교통시책평가'에서도 창원시가 최우수 기관으로 선정되었다. 이전의 선정 사례로 언급된 BIS 구축 이외에도 노선도 시인성 향상 개선, 좌석버스 특화로 주요 거점간 운행시간의 단축, 유사노선 통폐합을 통한 배차간격 축소와 운행횟수의 증회 등의 사례 등으로 시민 중심의 대중교통 정책을 펴왔다는 평가를 받았기 때문이다.

### 현금자동계수기설치
2007년 2월 8일 창원시는 시내버스 현금수입금의 효율적이고 합리적인 관리를 위해 현금인식요금함(현금자동계수기)를 창원 소속 운수업체의 시내버스를 대상으로 총 200대를 설치하겠다는 입장을 밝히고 추진에 들어갔다. 이후 2007년 5월 12일부터 7월 6일까지 창원 소재 시내버스 업체 소속의 시내버스 차량 4대에 현금자동계수기를 설치하여 시험 운영하였으며, 2009년 4월부터 창원 소재 업체의 시내버스를 대상으로 현금자동계수기의 본격적인 설치가 시작되었다. 2010년 7월 창원시 통합 이후 마산, 진해 소속 일부 차량과 일부 마을버스에도 추가 설치되었다.

### 정류장 시설물 문제

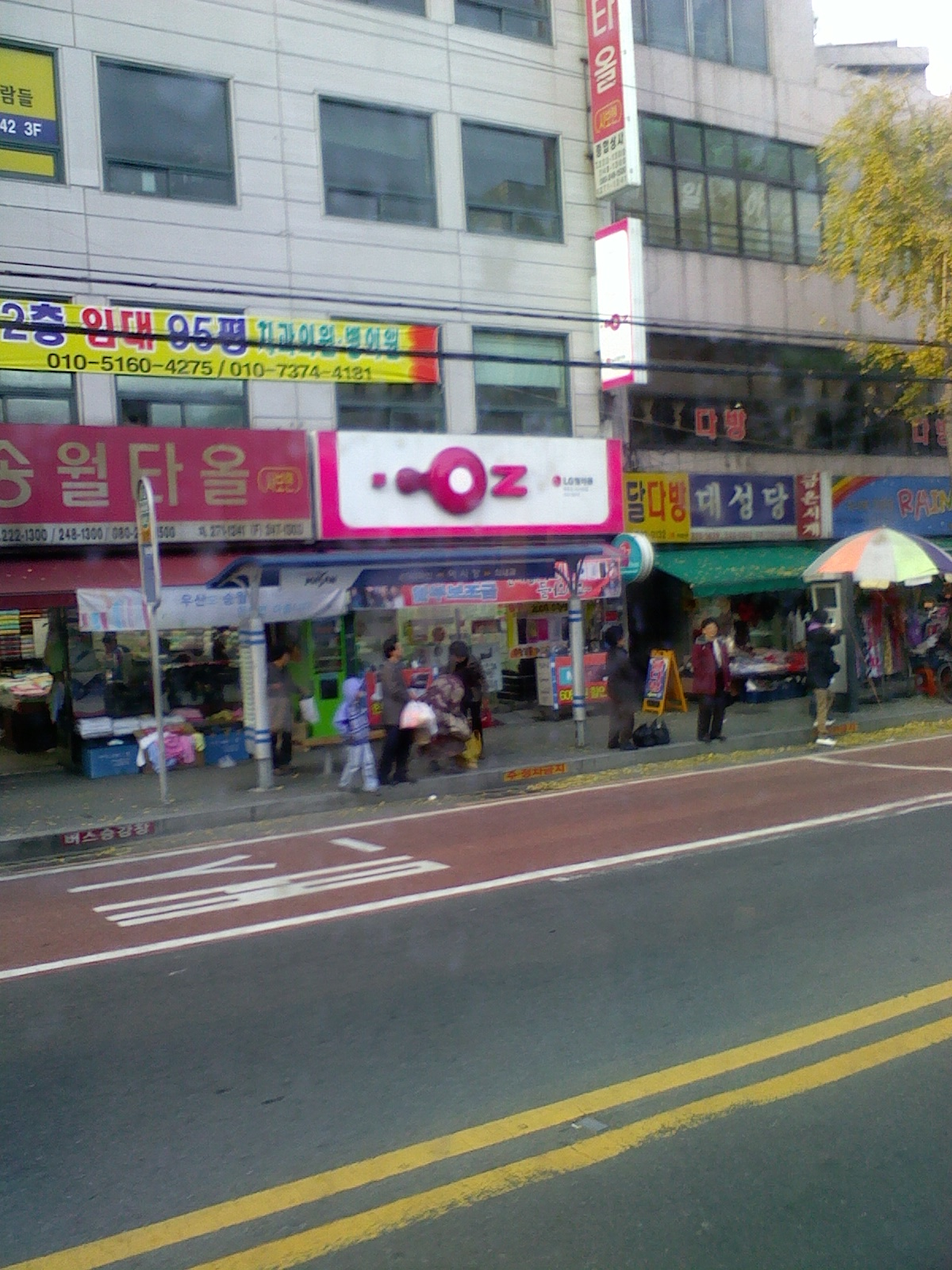
유리를 철거한 마산시 버스정류장

마창지역에 저상버스가 운행이 시작한 이래 운행 차량이 운행 초기에 비해 많이 증가하였으나, 마산시 일부의 특유의 폐쇄형 정류장 시설물때문에 장애인의 탑승이 힘들다는 의견이 '경남 아자 장애인자립생활센터' 등의 장애인 복지 단체로부터 제기되었다. 창원시의 정류장 칸막이가 일부가 뚫려있는 것에 반해, 마산시의 경우 모든 면이 막혀있어 휠체어를 탄 장애인의 버스 이용이 어렵다는 이야기였다. 이런 내용으로 장애인자립생활센터는 2009년 4월부터 시 도로과를 방문하여 꾸준히 문제점을 제기해왔으나, 그때마다 교통행정과에 책임을 전가하는 등 부서간의 떠넘기기 행동을 하였다고 주장하였다. 한편 마산시는 보행환경 개선 사업 구간에 설치된 버스 정류장의 유리를 철거하는 것으로 해결하고, 나머지 지역의 정류장은 연차적으로 예산을 확보해 개선해 나갈 계획이라고 밝혔다. 2009년 12월을 기준으로 마산에는 총 349곳의 승강장이 설치되어 있었으며, 구체적으로 이 가운데 정비 대상은 시내와 내서읍 일부 지역에 위치한 122개의 버스 정류장으로, 이 122곳 중에서도 신형 버스 정류장이 설치된 51곳에 대해서는 교체대상 전수 조사를 통해 2010년 1월 말까지 정비, 나머지 구형 버스 정류장이 설치된 71곳은 점차적으로 개선하기로 하였다.

## 갤러리

창원마을버스 2번
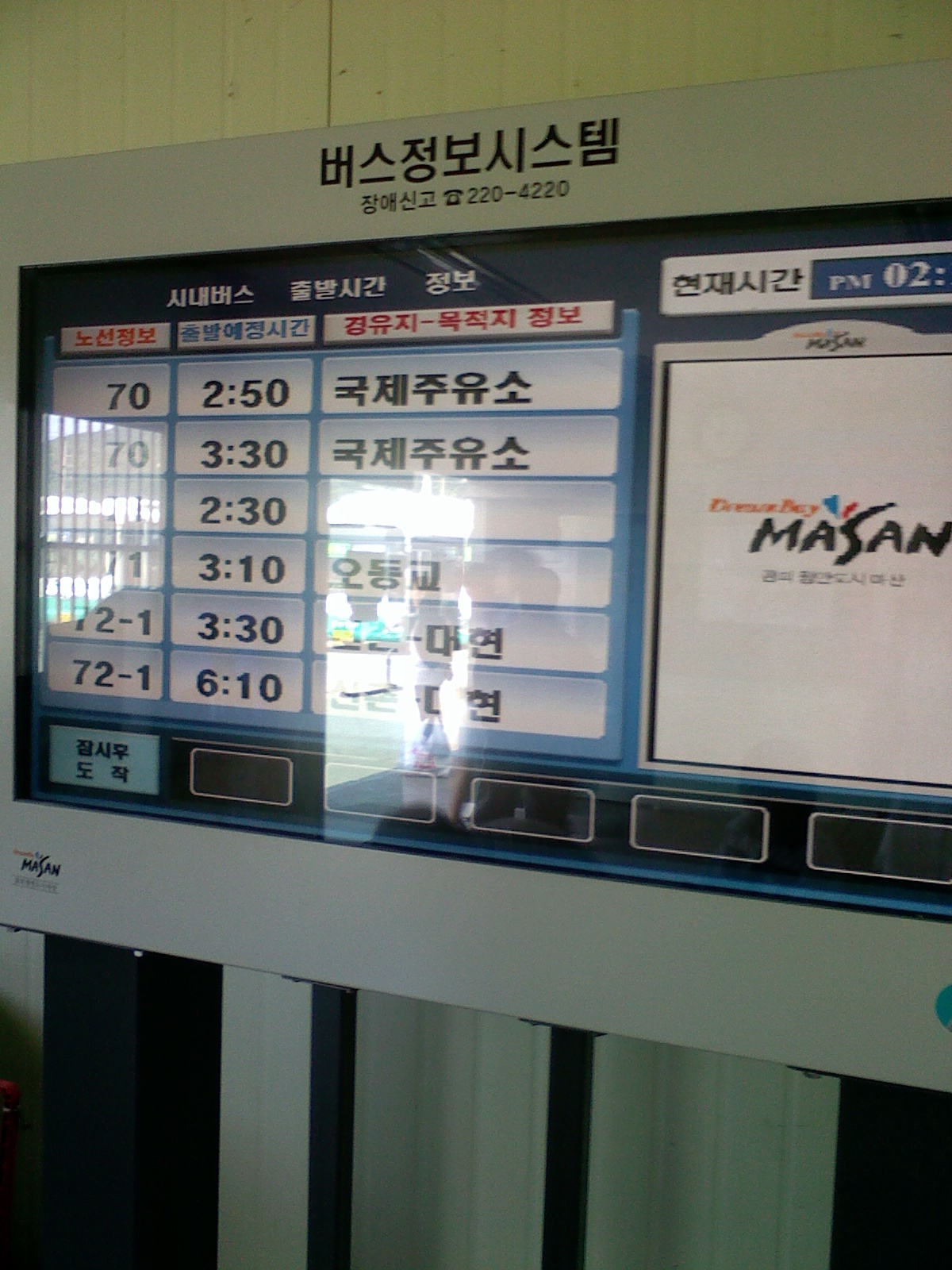
진동환승센터에 설치된 버스정보시스템
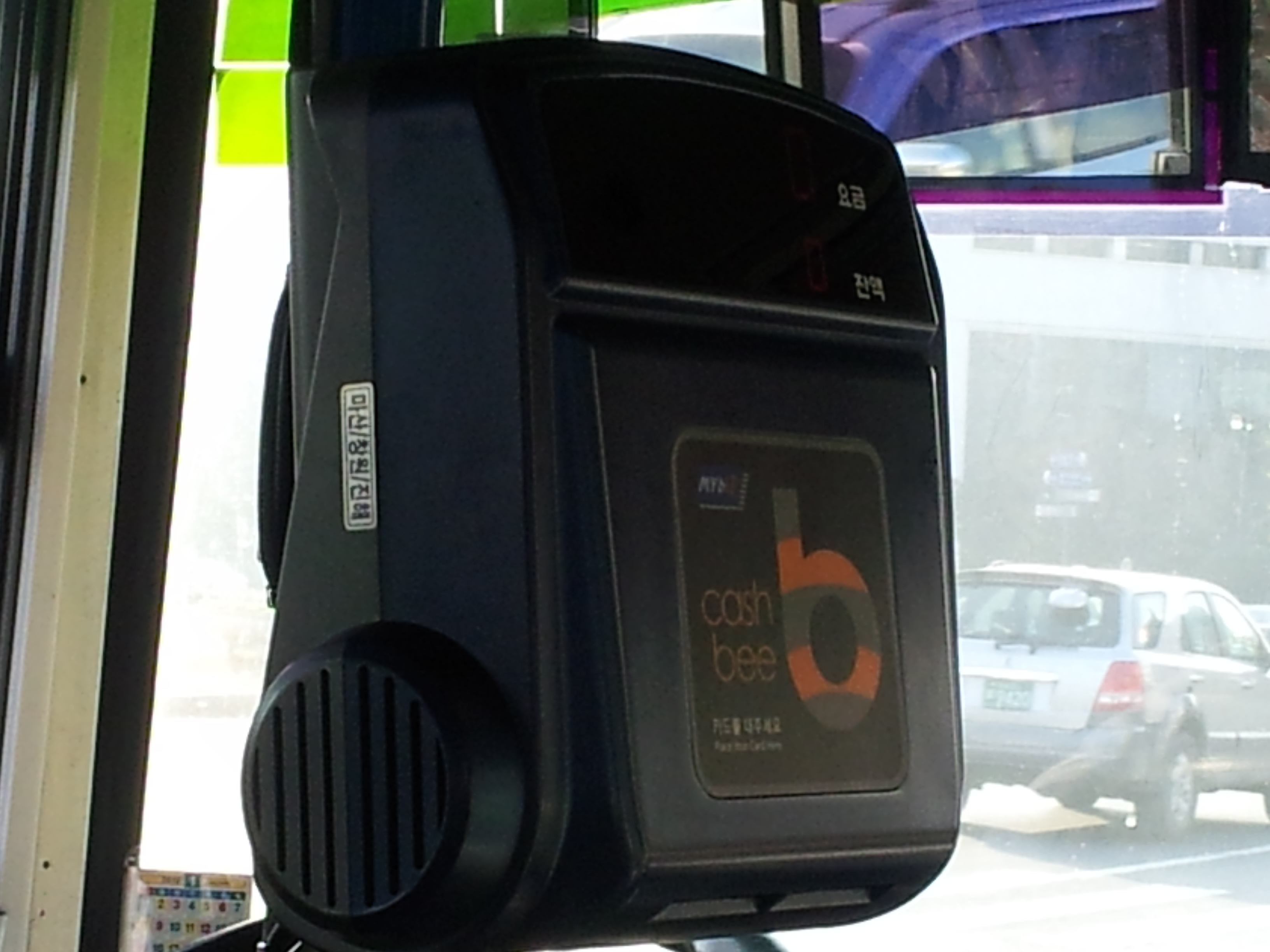
마이비 카드 단말기 (2017년 2월 이전까지 사용되었다.)
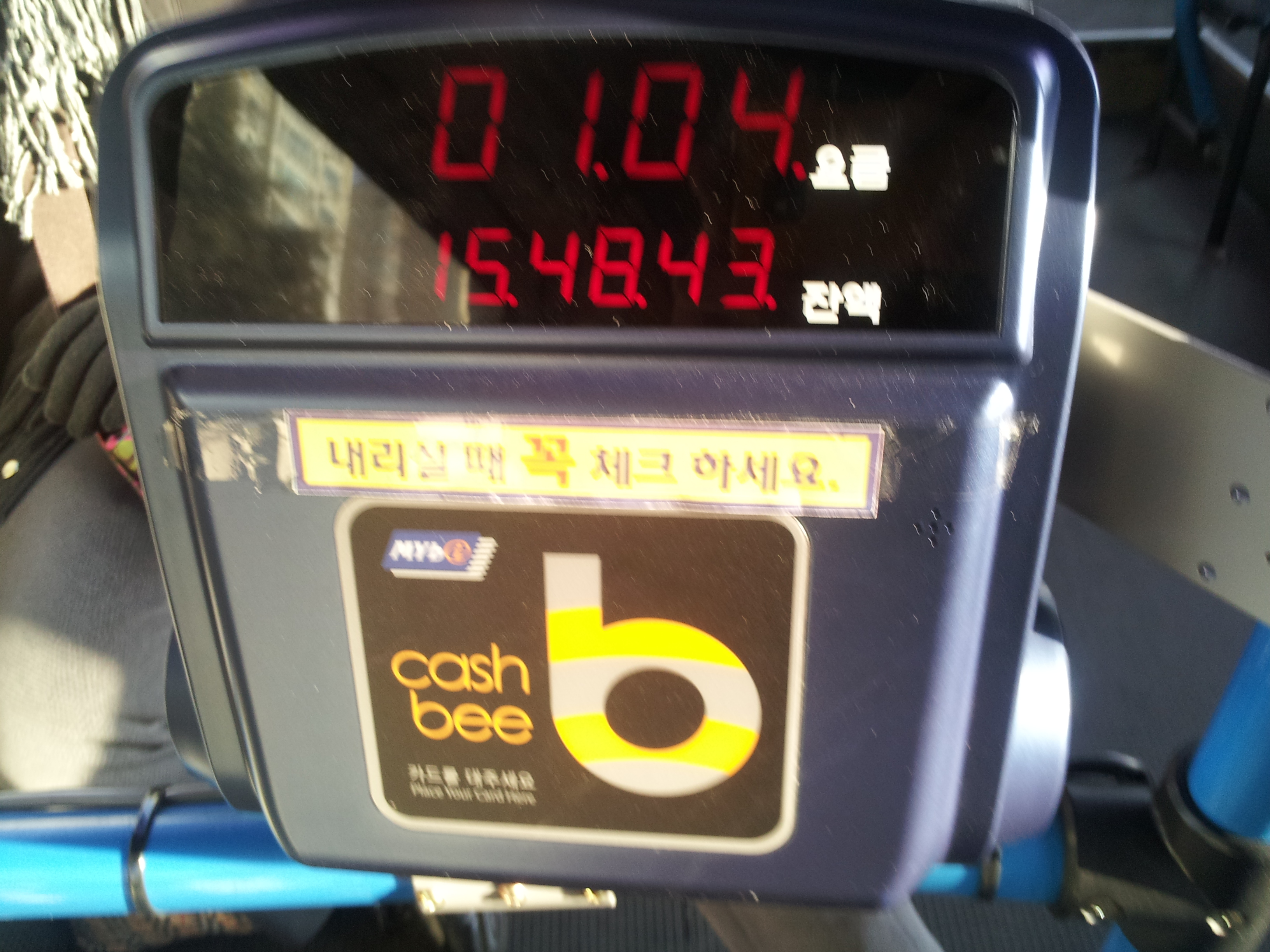
환승시 하차할 때의 단말기 (2017년 2월 이전까지 사용되었다.)

## 같이 보기
- 창원시의 시내버스 노선 목록
- 함안군의 농어촌버스

### 내용주
1. ↑  창원시내버스협의회 소속 9개사 : 마인버스, 신양여객, 마창여객, 제일교통, 대중교통, 창원버스, 대운교통, 동양교통, 진해여객

### 참조주
1. ↑  그러나 2015년 중순부터 경상남도의 천연가스버스 신차 보조금이 삭감되면서 경유 버스를 다시 도입하는 업체도 있다.
2. ↑  속칭 '21세기 경남 도색'으로 불렸다. 현재는 양산 시내버스의 일부 경유 차량에서만 볼 수 있다.
3. ↑  마산시내버스 '새옷' 입는다[깨진 링크(과거 내용 찾기)], 《경남신문》 2009년 2월 26일
4. ↑  다만 업체의 사정이나 구형 차량의 대폐차로 인한 차적 이동 등으로 부득이하게 간선 도색의 차량을 지선 노선으로 넣는 경우가 있다. 또 좌석 도색의 차량이 간/지선노선을 임시로 운행하는 경우도 볼 수 있다.
5. ↑  마창여객에서 도입한 하이거 하이퍼스 KLQ6109GEV 전기버스이며, 현재 간선시내버스 122번 노선으로 운행하고 있다.
6. ↑  친환경 전기버스 창원도심 달린다, 《국제신문》 2018년 1월 9일
7. ↑  마산시 공단셔틀버스 요금 절반 인하 보관됨 2014-10-31 - 웨이백 머신, 《연합뉴스》 2009년 2월 26일
8. ↑  되돌아본 경남 60년- 연보(1971년~1988년)[깨진 링크(과거 내용 찾기)], 《경남신문》 2006년 2월 28일
9. ↑  올해부터 달라지는 것[깨진 링크(과거 내용 찾기)], 《동아일보》 1978년 1월 4일 (디지털 뉴스 어카이브)
10. ↑  마이비 홈페이지 참조 보관됨 2016-03-05 - 웨이백 머신, '2002년 7월 5일 경상남도 마산/창원/진해시 시내버스 상용서비스 제공'
11. ↑  경남선 버스 갈아탈 맛 나네 보관됨 2014-10-31 - 웨이백 머신, 《한겨레》 2008년 9월 2일
12. ↑  창원 대산면.동읍 창원역까지 버스운행, 《경남도민일보》 2001년 8월 17일
13. ↑  마산 현동 예곡·두릉마을 시내버스 운행, 《경남신문》 2009년 9월 29일
14. ↑  2011년 1월 요금 인상 조치 전에는 현금 승차만 가능했으나 현재는 교통카드 단말가를 설치하였으며 다른 시내버스와도 환승을 할 수 있다. 2015년 8월 요금 인상 조치로 마을버스와 요금이 동일해져 350번대 공영버스는 사실상 마을버스와 동일하게 취급하고 있다.
15. ↑  되돌아본 경남 60년 (4) 차량[깨진 링크(과거 내용 찾기)], 《경남신문》 2006년 2월 20일
16. ↑  신양여객 회사 연혁[깨진 링크(과거 내용 찾기)] 참조
17. ↑  진해여객 연혁 참조
18. ↑  마.창지역 버스노선 대폭개선, 경남발전연구소, 《뉴시스》 2003년 12월 3일
19. ↑  “27년 만에 시내버스 노선 개편,《연합뉴스》 - 2005년 6월 20일”. 2014년 10월 31일에 원본 문서에서 보존된 문서. 2008년 10월 19일에 확인함.
20. ↑  창원～마산 버스노선 축소, 《경남도민일보》 2005년 1월 4일
21. ↑  마산~창원 시내버스 파업 2일 새벽 돌입, 대책 부심, 《오마이뉴스》 - 2005년 6월 1일
22. ↑  마·창 시내버스 파업 풀었다, 《부산일보》 2005년 6월 14일
23. ↑  진해도 내년부터 시내버스 무료환승제 도입[깨진 링크(과거 내용 찾기)], 《국민일보》 2005년 12월 7일
24. ↑  마창 버스노선 개편, 《부산일보》 2005년 6월 20일
25. ↑  창원~마산 700번 급행버스 정류소 확대, 《창원시청 보도자료》 2007년 1월 2일
26. ↑  창원-마산 초급행 좌석버스 신설 추진 보관됨 2013-12-13 - 웨이백 머신, 《뉴시스》 2008년 12월 8일
27. ↑  창원·마산·진해 시내버스 노선 부분개편 보관됨 2013-12-13 - 웨이백 머신, 《뉴시스》 2009년 4월 1일
28. ↑  마산↔창원 급행버스 타보니..."20분 단축, 대체로 만족"[깨진 링크(과거 내용 찾기)], 《노컷뉴스》 2009년 4월 23일
29. ↑  “시내버스, 더욱 빠르고 편리해진다”. 2013년 12월 13일에 원본 문서에서 보존된 문서. 2013년 4월 18일에 확인함.
30. ↑  단, 751, 752, 760, 762번의 경우 직행좌석버스로 전환 되었다가 얼마되지 않아 다시 좌석버스로 환원되었다.
31. ↑  마창진 시내버스 무엇이 문제인가, 《경남도민일보》 2005년 8월 18일
32. ↑  진해여객 시내버스 7대 마창지역 추가투입, 《경남도민일보》 2005년 8월 18일
33. ↑  마창진 시내버스 노선전쟁 일단락, 《경남도민일보》 2005년 8월 24일
34. ↑  마창진 시내버스 분쟁 노선조정문제로 '원점', 《경남도민일보》 2005년 9월 29일
35. ↑  창원-진해시 시내버스 노선 합의 무산, 《경남도민일보》 2005년 11월 3일
36. ↑  마창진 시내버스 분쟁 협상 5개월만에 타결, 《경남도민일보》 2005년 11월 16일
37. ↑  창원시, 중복 노선 중 진해노선번호 변경 보관됨 2013-12-13 - 웨이백 머신, 《뉴시스》 2010년 9월 12일
38. ↑  마산-창원 버스 '준공영제' 등 협상 타결[깨진 링크(과거 내용 찾기)], 《오마이뉴스》2004년 6월 10일
39. ↑  시내버스 준공영제 도입 ‘시동’, 《경남도민일보》 2005년 6월 22일
40. ↑  마창 시내버스 준공영제 도입 ‘시동’ , 《경남도민일보》 2005년 10월 28일
41. ↑  마·창 버스 준공영제 도입 가시화, 《부산일보》2005년 10월 31일
42. ↑  마·창 버스 준공영제 '저속운행' 보관됨 2013-12-13 - 웨이백 머신, 《부산일보》 2006년 5월 3일
43. ↑  창원·마산 시내버스 준공영제 시행 논란 보관됨 2013-12-13 - 웨이백 머신, 《서울경제》 2006년 6월 25일
44. ↑  마·창버스 준공영제 연기 보관됨 2013-12-13 - 웨이백 머신, 《부산일보》 2006년 6월 29일
45. ↑  마산.창원 시내버스 노사평화 선언 보관됨 2014-10-31 - 웨이백 머신, 《연합뉴스》 2006년 9월 19일
46. ↑  마·창 버스준공영제 연말로 연기 보관됨 2013-12-13 - 웨이백 머신, 《부산일보》 2006년 9월 22일
47. ↑  마산-창원, 시내버스 공영제 연내 실현 어려울 듯, 《뉴시스》 2006년 9월 26일
48. ↑  마·창 시내버스 파업 예고.. 노조 "준공영제 이견 못좁혀" 보관됨 2013-12-13 - 웨이백 머신, 《부산일보》 2006년 11월 28일
49. ↑  경남도, 마.창 시내버스 내년 2월 시행 권고 보관됨 2013-12-13 - 웨이백 머신, 《뉴시스》 2006년 12월 22일
50. ↑  마산-창원, 시내버스 준공영제 무산 보관됨 2013-12-13 - 웨이백 머신, 《뉴시스》 2007년 2월 5일
51. ↑  '창원 빼고' 마산시 버스 준공영제, 《연합뉴스》 2007년 3월 26일
52. ↑  마산 시내버스 '준공영제'단독 시행 보관됨 2013-12-13 - 웨이백 머신, 《뉴시스》 2007년 6월 26일
53. ↑  마산시 시내버스 준공영제 협약식 보관됨 2014-10-31 - 웨이백 머신, 《연합뉴스》 2007년 6월 27일
54. ↑  마산 시내버스 준공영제 '출발' 보관됨 2014-10-31 - 웨이백 머신, 《연합뉴스》 2007년 7월 16일
55. ↑  준공영제 시행 한달 ‘합격점’[깨진 링크(과거 내용 찾기)], 《마산시청 보도자료》 2007년 8월 23일
56. ↑  마산 시내버스 준공영제 '절반의 성공' 보관됨 2014-10-31 - 웨이백 머신, 《연합뉴스》 2008년 7월 16일
57. ↑  마산시,시내버스 준공영제 성공사례 전국 배포 보관됨 2013-12-13 - 웨이백 머신, 《뉴시스》 2008년 12월 10일
58. ↑  "마산 시내버스 준공영제 정부 지원 필요" 보관됨 2013-12-13 - 웨이백 머신, 《부산일보》 2008년 12월 12일
59. ↑  "매년 30억 적자", 마산 시내버스 준공영제 대책 시급[깨진 링크(과거 내용 찾기)], 《노컷뉴스》 2009년 3월 4일
60. ↑  마산 시내버스, 준공영제 관리부재 '빚만 잔뜩'[깨진 링크(과거 내용 찾기)], 《노컷뉴스》 2010년 3월 24일
61. ↑  마산 최대규모 (유)시민버스 절반 매각, 《경남도민일보》 2009년 10월 6일
62. ↑  매각된 마산 시민버스 53대 어떻게 되나[깨진 링크(과거 내용 찾기)], 《경남신문》 2009년 9월 26일
63. ↑  마산 시민버스 '부도 처리'…사태 장기화될 전망[깨진 링크(과거 내용 찾기)], 《노컷뉴스》 2010년 3월 18일
64. ↑  마산 시민버스 노조간 갈등에 횡령의혹까지[깨진 링크(과거 내용 찾기)], 《노컷뉴스》 2010년 4월 9일
65. ↑  상습 임금체불 마산 시민버스 대표 영장 보관됨 2014-10-31 - 웨이백 머신, 《연합뉴스》 2010년 4월 29일
66. ↑  '임금 수십억 상습 체불' 마산 시민버스 대표 구속[깨진 링크(과거 내용 찾기)], 《노컷뉴스》 2010년 4월 30일
67. ↑  창원지법, 마산 시민버스 회생개시 결정 보관됨 2013-12-13 - 웨이백 머신, 《뉴시스》 2010년 5월 19일
68. ↑  '임금체불·경영난' 마산 시민버스 면허취소 결정[깨진 링크(과거 내용 찾기)], 《노컷뉴스》 2010년 6월 21일
69. ↑  전국 최초 시내버스 준공영제 폐지되나[깨진 링크(과거 내용 찾기)], 《노컷뉴스》 2010년 7월 26일
70. ↑  창원 시내버스 준공영제 사실상 폐지[깨진 링크(과거 내용 찾기)], 《경남신문》 2010년 7월 27일
71. ↑  창원시, 시내버스 준공영제 폐지 배경은[깨진 링크(과거 내용 찾기)], 《노컷뉴스》 2010년 7월 27일
72. ↑  "장애인정책 이행, 진해시 1위.거제시 꼴찌" 보관됨 2014-10-31 - 웨이백 머신, 《연합뉴스》 2009년 12월 22일
73. ↑  경남도 초저상 버스 도입, 《부산일보》 2004년 3월 18일
74. ↑  창원서 저상버스타기 체험 행사, 《연합뉴스》 2004년 10월 30일
75. ↑  경남 창원에 저상버스 전담노선 보관됨 2013-12-13 - 웨이백 머신, 《한국일보》 2006년 2월 2일
76. ↑  운행저지 당한 저상버스 보관됨 2014-10-31 - 웨이백 머신, 《연합뉴스》 2006년 2월 7일
77. ↑  경남에도 저상버스 시대 개막 보관됨 2014-10-31 - 웨이백 머신, 《연합뉴스TV》 2006년 2월 14일
78. ↑  다만 운수업체의 사정에 따라 일반버스로 운행하는 경우가 간혹 있을 수 있다.
79. ↑  "저상버스 약속 지키세요!" 농성 나선 장애인들, 《오마이뉴스》 2008년 4월 24일
80. ↑  장애인단체 마산시 규탄 회견 보관됨 2013-12-13 - 웨이백 머신, 《부산일보》2008년 7월 7일
81. ↑  진해시, 내년부터 ´저상버스´도입, 《데일리안》 2008년 11월 10일
82. ↑  창원공단 출퇴근 셔틀버스 운행 보관됨 2013-12-13 - 웨이백 머신, 《한국일보》 2007년 10월 24일
83. ↑  창원공단 셔틀버스 '있으나 마나' 보관됨 2013-12-13 - 웨이백 머신, 《뉴시스》 2007년 12월 12일
84. ↑  창원시·공단, 근로자에 교통카드 제공, 《데일리안》 2008년 1월 14일
85. ↑  5월부터 달라진 창원공단셔틀버스 기대하세요 보관됨 2013-12-13 - 웨이백 머신, 《뉴시스》 2008년 4월 28일
86. ↑  창원, 공단셔틀버스 운행 확대, 《서울신문》 2008년 9월 18일
87. ↑  창원시, ´공단셔틀버스´ 마일리지 도입, 《데일리안》 2009년 2월 12일
88. ↑  마산 "출퇴근 걱정 이제 그만"… 공단근로자 전용 시내버스 운행, 《세계일보》 2009년 1월 13일
89. ↑  창원 시내버스 노선번호 체계 변경, 《부산일보》2010년 9월 24일
90. ↑  마·창 버스전용차로제 실시, 《부산일보》 2005년 7월 26일
91. ↑  대중교통 이용시 신분노출 사라진다[깨진 링크(과거 내용 찾기)], 《노컷뉴스》 2007년 7월 23일
92. ↑  단, 하차단말기에 승차결제하는 경우에는 승차처리되며, 승차단말기에 승차결제(하차단말기에 승차결제한 경우도 포함)한 후 승차단말기에 재차 인식시에는 하차처리된다.
93. ↑  이 신형 단말기는 2019년 1월 기준으로 부산,김해, 양산, 경주, 김천,구미,광양, 순천,여수,목포,무안,신안, 전북,충북 등 일부 지역 시내버스에 도입되어 사용되고 있다. 요금 결제 시 다음 승차시 충전 필요 여부도 알려준다.
94. ↑  시내버스 행선지판 자동변경장치 설치 시내버스 행선지판 자동변경장치 설치 시연회 가져 보관됨 2014-10-31 - 웨이백 머신, 《연합뉴스》2005년 10월 13일
95. ↑  시내버스 행선지판 LED 설치 보관됨 2014-10-31 - 웨이백 머신, 《연합뉴스》 2006년 1월 5일
96. ↑  에어로타운차량포함
97. ↑  창원 시내버스 노선번호 체계 변경, 《부산일보》 2010년 9월 24일
98. ↑  이러고도 인상이라니!(3)버스 내부시설 괜찮은가, 《경남도민일보》 2004년 11월 17일
99. ↑  람사르 총회준비 어디까지 왔나⑧ 개막∼폐막 수송대책, 《경남도민일보》 2008년 10월 17일
100. ↑  마산 시내버스 내달 영어안내 시범방송[깨진 링크(과거 내용 찾기)], 《경남신문》 2010년 2월 17일
101. ↑  창원시, 시내버스 영어 안내방송 확대 시행 보관됨 2013-12-13 - 웨이백 머신, 《뉴시스》 2010년 3월 26일
102. ↑  창원시 '전국 대중교통시책평가' 1위 보관됨 2014-10-31 - 웨이백 머신, 《연합뉴스》2008년 5월 1일 하지만 현재는 LCD동영상 시스템은 운영되지 않고 있어서 모든 차량에서 LCD모니터를 철거하거나, 설치된 채 작동만 하지 않고 있다.
103. ↑  창원시, 전국 대중교통시책 평가 '최우수'[깨진 링크(과거 내용 찾기)], 《노컷뉴스》 2010년 3월 10일
104. ↑  창원시 "시내버스 현금자동계수기 설치", 《경남도민일보》 2007년 2월 9일
105. ↑  창원 시내버스 현금자동계수기 시험운영, 《경남도민일보》 2007년 5월 12일
106. ↑  창원시, 시내버스 현금자동계수기 시험운영, 창원시 보도자료, 2007년 5월 11일
107. ↑  마산시 버스정류장 장애인에게 `무용지물'(종합) 보관됨 2014-10-31 - 웨이백 머신, 《연합뉴스》 2009년 11월 2일
108. ↑  마산시 버스정류장 장애인 접근성 보수하기로, 《에이블뉴스》 2009년 12월 3일